# Kocher (Fluss)
Der Kocher ist der nach der Wasserführung zweitgrößte Nebenfluss des Neckars und mündet, von rechts aus östlicher Richtung kommend, nördlich von Heilbronn. Er fließt im Osten und Norden von Baden-Württemberg, ist nach üblicher Oberlaufzuordnung etwa 169 km lang und hat ein etwa 1960 km² großes Einzugsgebiet.

## Name
Der Kocher hieß bis ins 16. Jahrhundert Kochen (795 Erwähnung als „Cochane“, 1024 als „Chochina“). Die heutige Namensform Kocher wurde im 10. Jahrhundert vereinzelt als „Cochara“ erwähnt, ab 1504 als „Kocher“, und bildete sich wohl unter dem Einfluss des Flussnamens Necker, einer alten Form von Neckar. Der Name ist wahrscheinlich keltischen Ursprungs. Er wird zur indogermanischen Wortwurzel *keu-k gestellt, die „biegen, sich krümmen“ bedeutet. Der Kocher wäre damit der sich krümmende Fluss.

## Geographie

### Quellflüsse

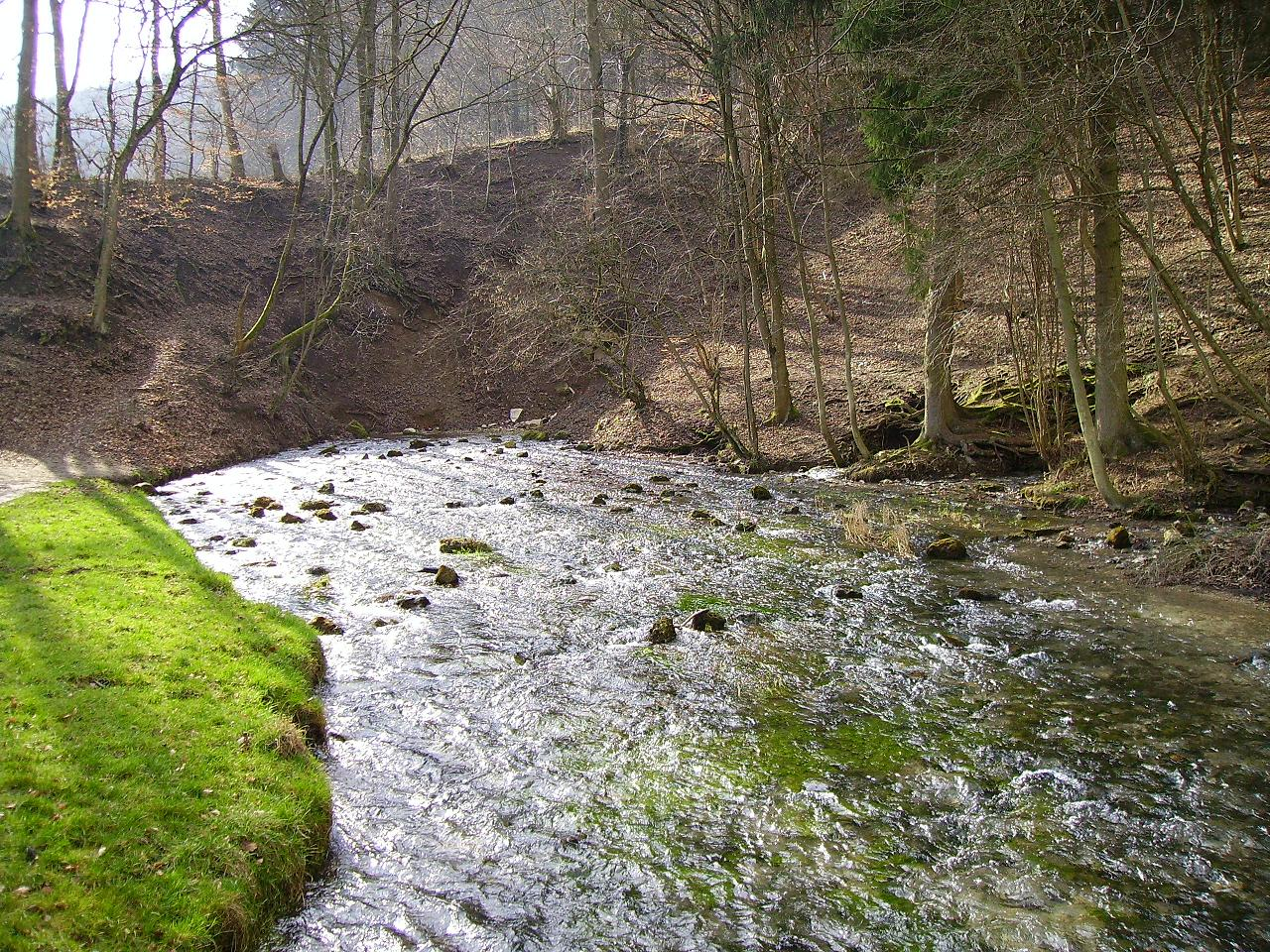
Kocherursprung

Der Fluss entspringt in Baden-Württemberg in der östlichen Schwäbischen Alb nahe dem Albtrauf aus mehreren Karstquellen im Jura. An einer südlich von Oberkochen an der Bundesstraße 19 gelegenen entspringt der Schwarze Kocher, an einer anderen, wenig östlich von Unterkochen, der Weiße Kocher.
Der längste Ast, der Kocher im Namen trägt, ist der Schwarze Kocher, der etwa 1 km südlich von Oberkochen an der westlichen Talwand an den Tag tritt mit einer Schüttung, die zwischen 50 und 4000 Liter pro Sekunde schwankt (Kocherursprung). Er entwässert weite Teile des fast vollständig bewaldeten nordöstlichen Albuchs. Weitere örtliche Zuflüsse sind der lediglich 150 m lange und heute komplett verrohrte Rote Kocher, der von den Quellen im Oberkochener Ölweiher gespeist wird, der Katzenbach sowie der aus einem Seitental zufließende Langertbach. Der zweite bedeutende Zufluss ist der Weiße Kocher; seine Quellaustritte liegen in zwei kleinen Seitentälern östlich von Unterkochen (Ursprung des Weißen Kochers), er entwässert ca. 20 Quadratkilometer des Härtsfeldes und vereint sich noch in Unterkochen mit dem Schwarzen Kocher.
Neben diesen namentlichen Quellflüssen muss nach hydrografischen Kriterien als Hauptquellast die Lein gelten, da sie bei ihrer Mündung etwas mehr Wasser führt (3,6 m³/s gegenüber 3,4 m³/s) und den Kocher-Oberlauf bis dorthin an Länge um etwa 32 km übertrifft. Zudem hat die Lein ein etwa 250 km² großes Einzugsgebiet, während der Kocher bis zum Zusammenfluss mit ihr zumindest oberflächlich nur etwa 152 km² entwässert.

### Verlauf

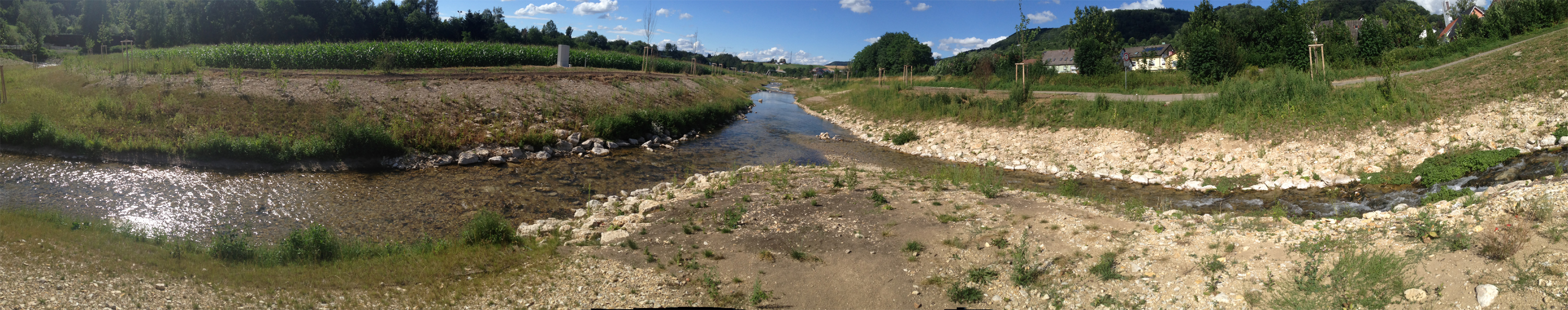
Zusammenfluss von Schwarzem Kocher (links) und Weißem Kocher (rechts) in Unterkochen

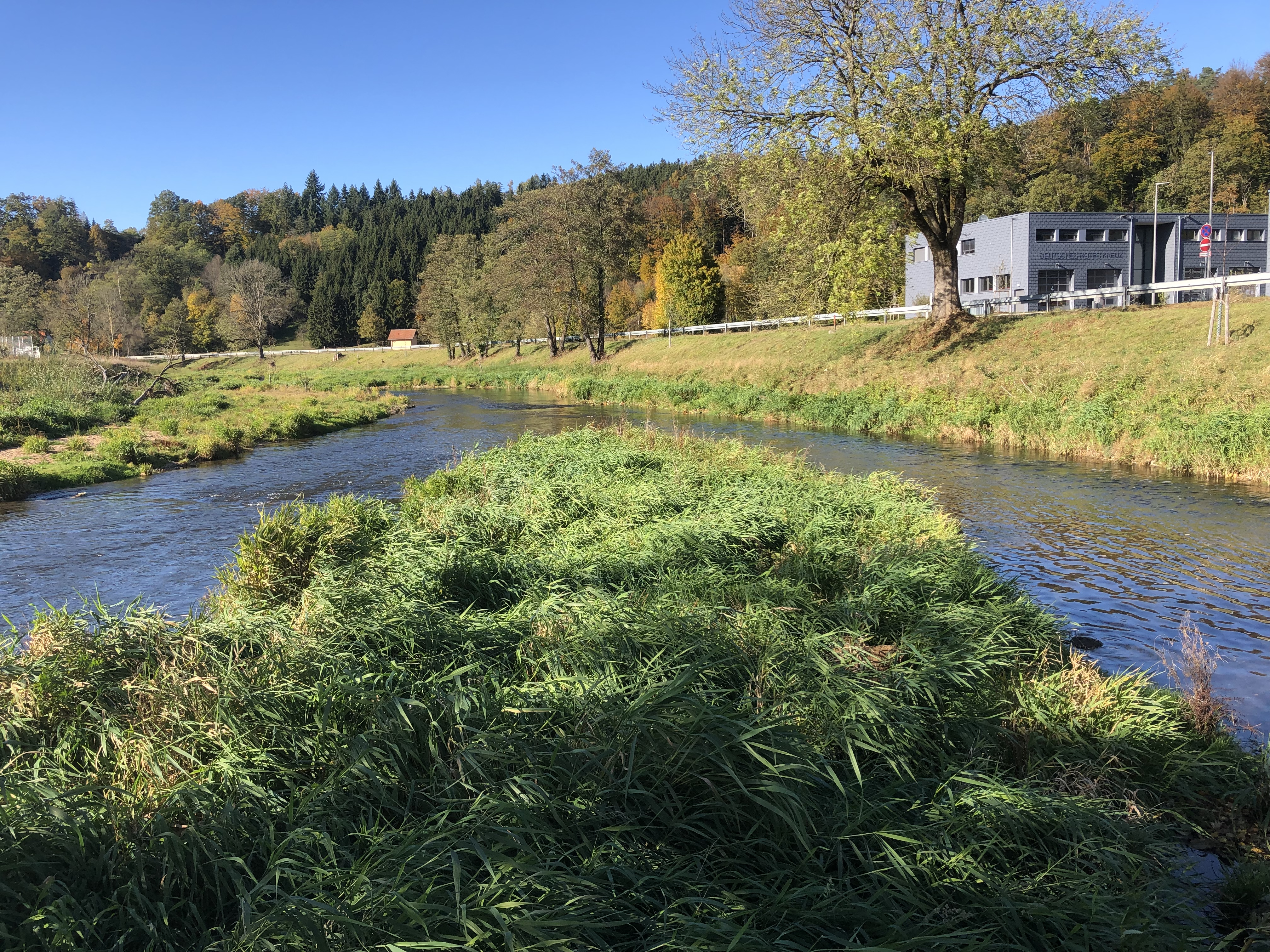
Mündung der Lein (von links) in den Kocher in Abtsgmünd

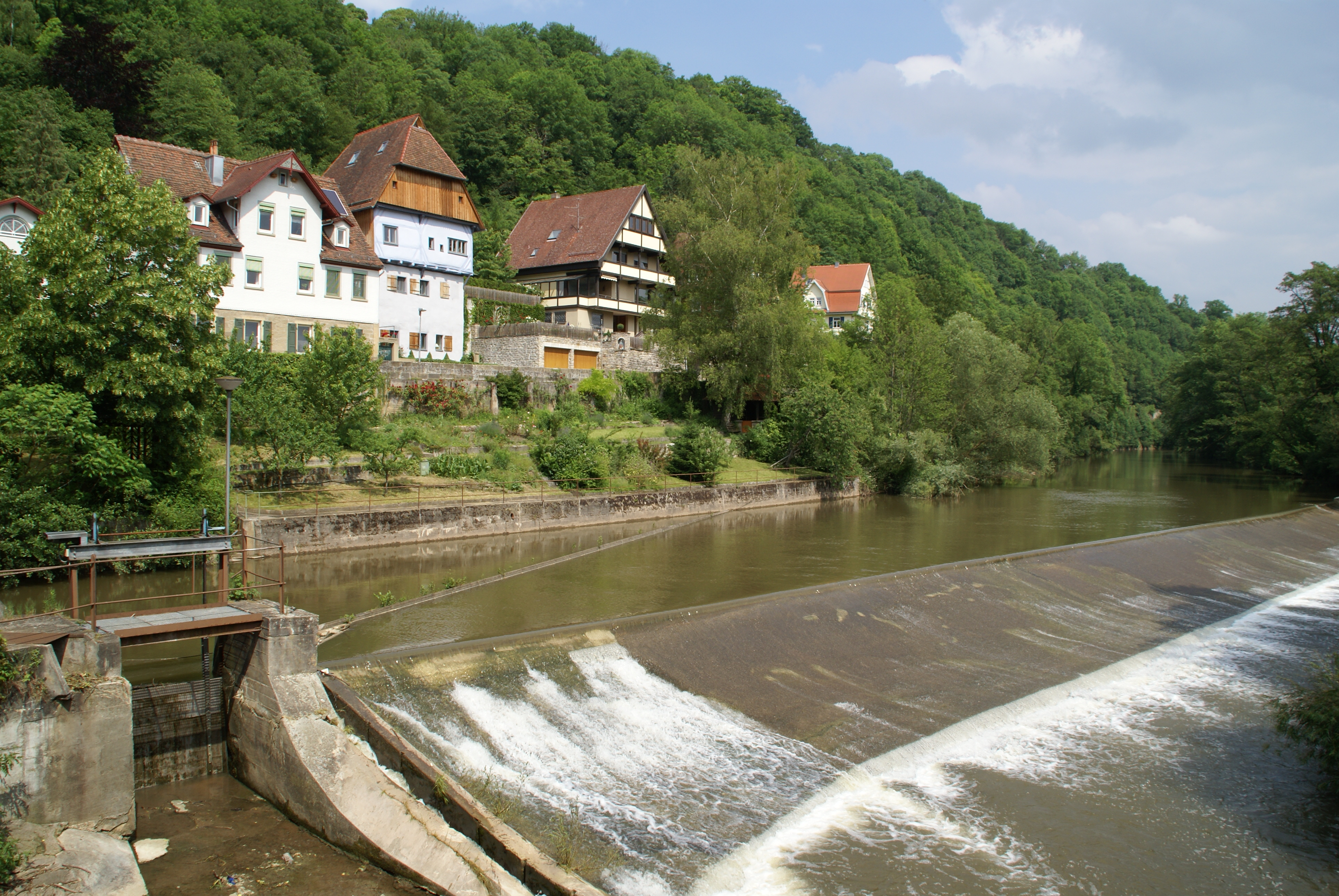
Kocher-Stauwehr bei den Stadtwerken Schwäbisch Hall

Zwischen Unterkochen und Aalen verlässt der Kocher die Alb und fließt dann auf den nächsten knapp 10 km nördlich durch die hügelige Schwarz- und Braunjura-Landschaft der Goldshöfer Terrassenplatten bis nach Hüttlingen. Dort kehrt er sich abrupt nach Westen und erreicht Abtsgmünd, wo ihm von links die Lein und wenig später von rechts die Blinde Rot zufließt. Ab dort entwickelt er Talmäander im Keuper, erreicht Untergröningen, dreht sich mehr und mehr nach Norden, nimmt in Sulzbach-Laufen von rechts den Eisbach auf und kurz vor Gaildorf von links die Fichtenberger Rot. In inzwischen schon nördlicher Richtung verlässt er bei Westheim nach Aufnahme der aus dem Rosengarten entgegenfließenden Bibers das Keuperbergland und beginnt sein Mäandertal im Muschelkalk.
Er erreicht Schwäbisch Hall, wendet sich bei Untermünkheim kurz bis Geislingen am Kocher von Nord nach Nordost („Kochereck“) und zieht dann nach Zufluss der Bühler von rechts bis Künzelsau-Kocherstetten in der alten nördlichen Richtung weiter. Dort wendet er sich in einem weiten Bogen langsam nach Westen und dann Südwesten bis etwa nach Öhringen-Ohrnberg, passiert erst Künzelsau und nimmt auf diesem Abschnitt drei größere Zuflüsse von links auf: die Kupfer bei Forchtenberg, die Sall bei Sindringen und bei Ohrnberg schließlich die Ohrn. Über seinen restlichen Verlauf zieht der Fluss in ungefähr westliche Richtung, passiert Neuenstadt am Kocher, wo ihn von links die Brettach erreicht, und mündet schließlich bei Bad Friedrichshall-Kochendorf von rechts in den Neckar.
Auf langen Strecken seines Laufes begleitet ihn rechts ziemlich nahe die Jagst, weshalb ihn nur wenige größere Nebenflüsse von rechts erreichen.

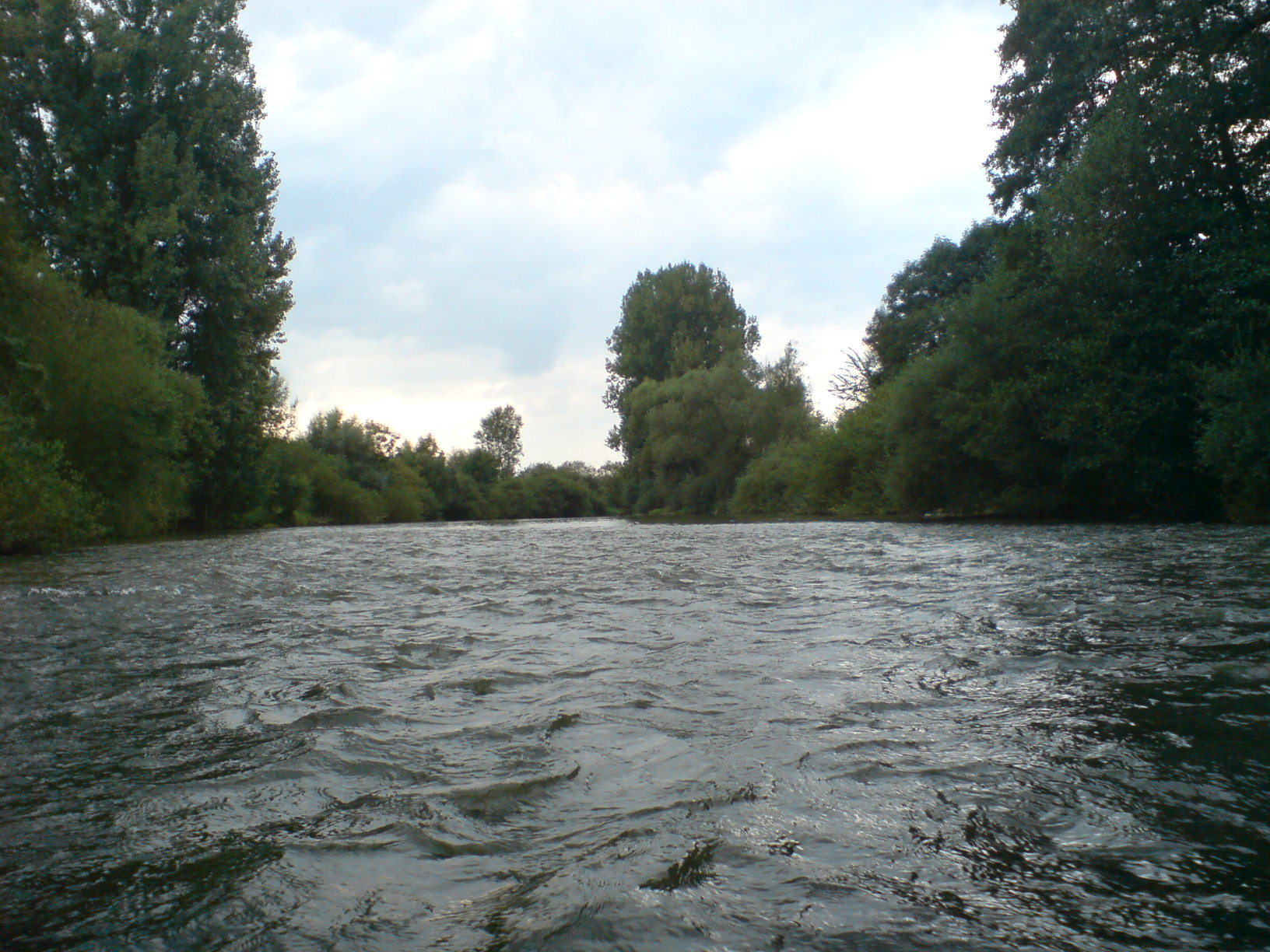
Rasch fließender Kocher zwischen Stein und Oedheim
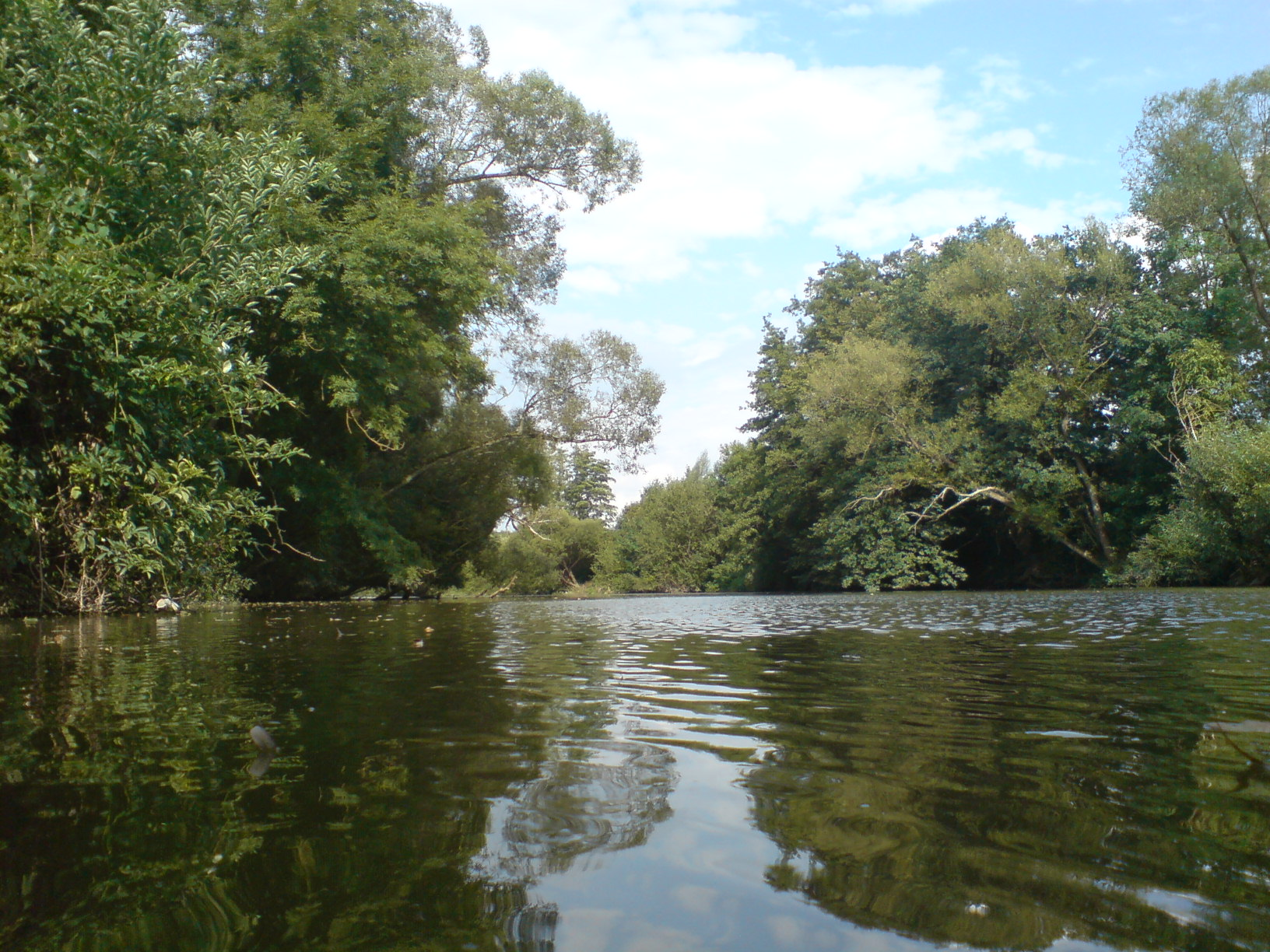
Der vom Oedheimer Wehr gestaute Fluss
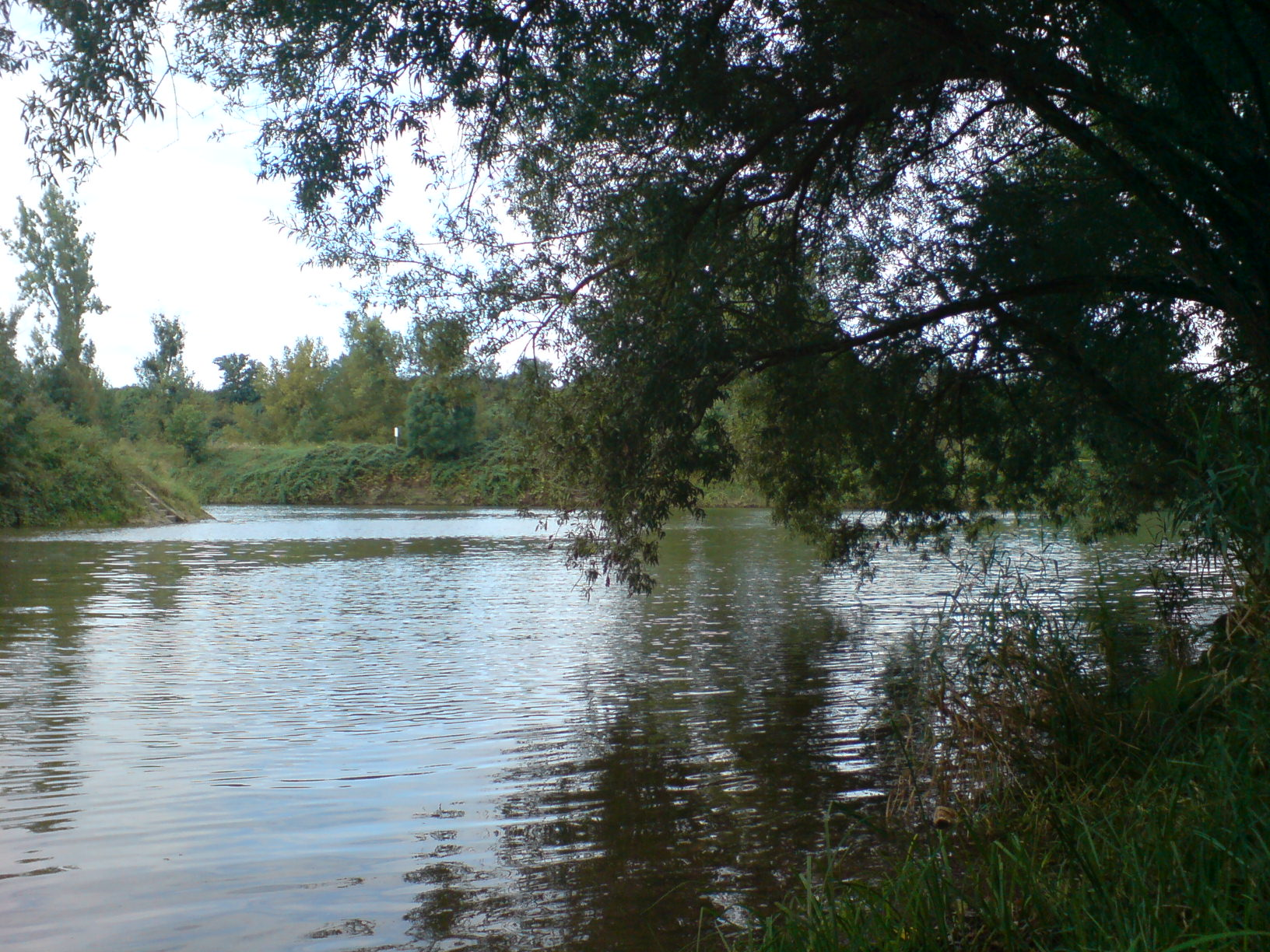
Mündung in den Neckarkanal

### Zuflüsse

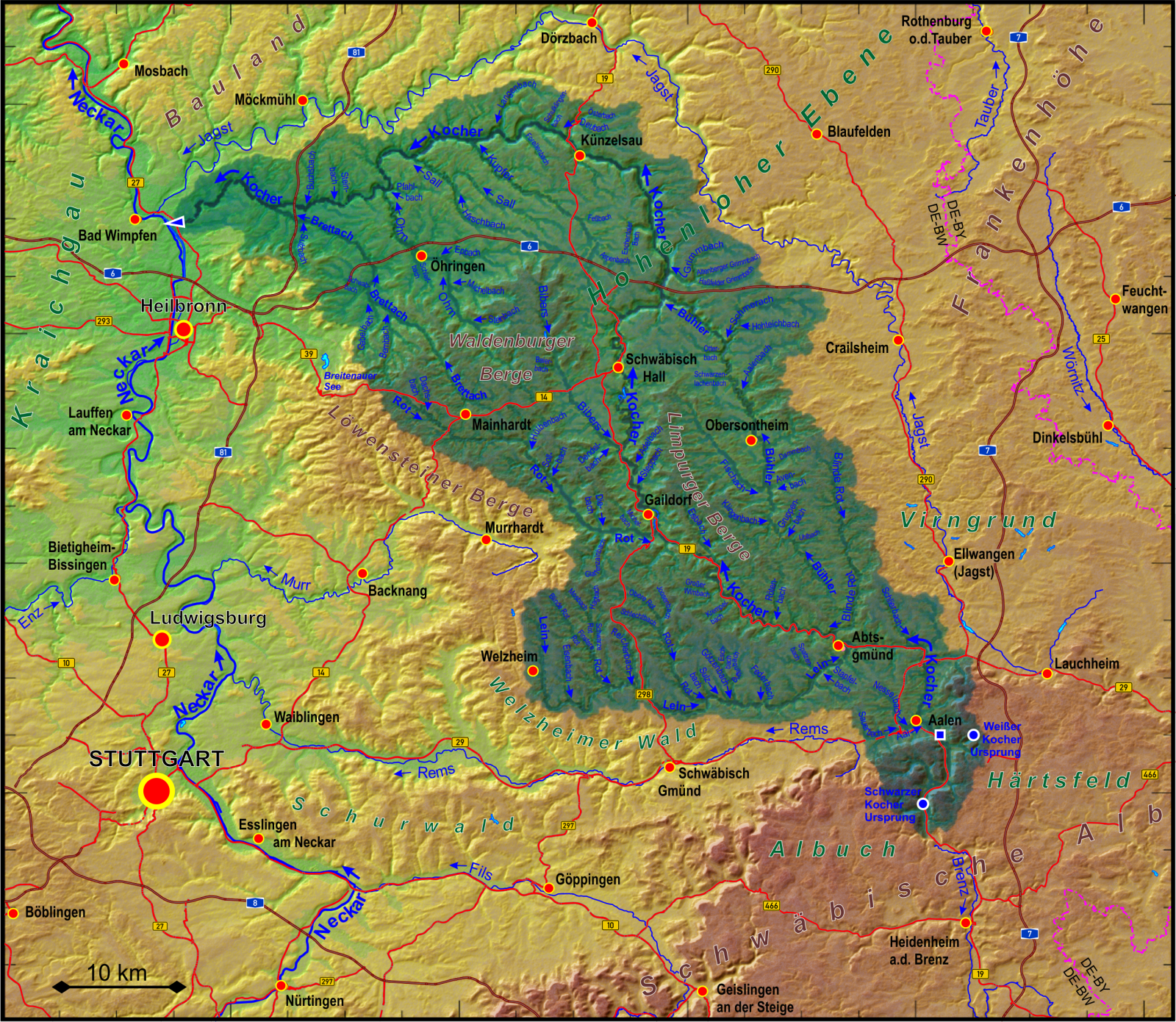
Einzugsgebiet des Kochers

Der Kocher hat eine Länge von 168 km, ein Einzugsgebiet von 1961 km² und zehn Zuflüsse von über 10 km Länge, nämlich
die Lein mit 57 km,
die Blinde Rot/Adelmannsfelder Rot mit 28 km,
die (Fichtenberger) Rot mit 37 km,
die Bibers mit 21 km,
die Bühler mit 49 km,
den Grimmbach mit 11 km,
die Kupfer mit 26 km,
die Sall mit 21 km,
die Ohrn mit 33 km und
die Brettach mit 42 km.
Von diesen fließen ihm nur die Blinde Rot/Adelmannsfelder Rot, die Bühler und der Grimmbach von rechts zu. Bemerkenswert ist die große Länge seines Nebenflusses Lein im Oberlauf, die seine eigene am Punkt des Zusammenflusses um mehr als den Faktor 2 übertrifft. Mit ihr erreicht das Flusssystem des Kochers eine maximale Länge von 201 Kilometern, mehr als jeder andere Nebenfluss des Neckars.

#### Diagramm
Zuflüsse der Kochers mit einer Länge von 10 km und mehr.
Talabwärts geordnet mit Längen und Einzugsgebieten, die rechten Zuflüsse in hellem, die linken in dunklem Blau.

#### Tabelle der großen Zuflüsse
Tabelle der nach Länge oder Einzugsgebiet 20 größten direkten Zuflüsse.
| Name              | GKZ       | Seite  | Stat. km | Länge km | EZG km² | Mündung Ort                             | m ü. NHN | Ursprung Ort                                                | m ü. NHN | Bemerkung                                                                                      |
| ----------------- | --------- | ------ | -------- | -------- | ------- | --------------------------------------- | -------- | ----------------------------------------------------------- | -------- | ---------------------------------------------------------------------------------------------- |
| Gutenbach         | 2386-1122 | links  | 166,1    | 003,1    | 0012,3  | ⊙ in Oberkochen                         | 486      | ⊙ Hungerbrunnen im Wolfertstal                              | 526      | Strang Wolfertsbach → Langertbach → Gutenbach; mündet in einen Mühlkanal des Schwarzen Kochers |
| Aal               | 2386-1400 | links  | 157,7    | 008,1    | 0028,6  | ⊙ in Aalen                              | 427      | ⊙ bei Essingen-Oberkolbenhof                                | 494      | Strang Sauerbach → Aal                                                                         |
| Schlierbach       | 2386-1800 | rechts | 149,6    | 007,6    | 0013,1  | ⊙ bei Hüttlingen-Niederalfingen         | 392      | ⊙ bei Neuler-Leinenfirst                                    | 525      |                                                                                                |
| Lein              | 2386-2000 | links  | 143,7    | 056,7    | 0250,1  | ⊙ in Abtsgmünd                          | 367      | ⊙ westlich von Kaisersbach                                  | 544      | länger und einzugsgebietsreicher als der Kocher bis dorthin                                    |
| Blinde Rot        | 2386-3200 | rechts | 140,9    | 028,5    | 0060,6  | ⊙ bei Abtsgmünd-Schäufele               | 363      | ⊙ bei Frankenhardt-Hirschhof                                | 503      |                                                                                                |
| Rötenbach         | 2386-3400 | rechts | 132,6    | 007,4    | 0012,1  | ⊙ bei Obergröningen-Algishofen          | 353      | ⊙ südöstlich des Altenbergs im Abtswald von Adelmannsfelden | 485      | Strang Hohlenbach → Rötenbach                                                                  |
| Eisbach           | 2386-3800 | rechts | 118,6    | 009,2    | 0019,4  | ⊙ in Sulzbach-Laufen-Sulzbach am Kocher | 336      | ⊙ bei Gaildorf-Winzenweiler                                 | 495      | Strang Rotklingenbach → Eisbach                                                                |
| Steigersbach      | 2386-3920 | links  | 113,9    | 006,0    | 0016,5  | ⊙ vor Gaildorf-Unterrot                 | 327      | ⊙ bei Gschwend-Wildgarten                                   | 475      |                                                                                                |
| Fichtenberger Rot | 2386-4000 | links  | 112,4    | 037,3    | 0137,4  | ⊙ bei Gaildorf-Unterrot                 | 327      | ⊙ bei Wüstenrot-Bernbach                                    | 495      |                                                                                                |
| Bibers            | 2386-5400 | links  | 099,6    | 021,5    | 0063,3  | ⊙ vor Rosengarten-Westheim              | 309      | ⊙ bei Waldenburg-Streithof                                  | 488      |                                                                                                |
| Bühler            | 2386-6000 | rechts | 073,2    | 048,5    | 0276,9  | ⊙ bei Braunsbach-Geislingen am Kocher   | 247      | ⊙ bei Abtsgmünd-Pommertsweiler                              | 467      |                                                                                                |
| Grimmbach         | 2386-7120 | rechts | 071,0    | 011,2    | 0030,4  | ⊙ vor Braunsbach                        | 246      | ⊙ bei Gerabronn-Dünsbach                                    | 462      | Strang Elber → Grimmbach                                                                       |
| Eschentaler Bach  | 2386-7140 | links  | 065,8    | 007,1    | 0012,8  | ⊙ in Braunsbach-Döttingen               | 235      | ⊙ bei Braunsbach-Rückertsbronn                              | 435      |                                                                                                |
| Künsbach          | 2386-7180 | links  | 054,0    | 007,5    | 0010,7  | ⊙ in Künzelsau                          | 210      | ⊙ bei Künzelsau-Etzlinsweiler                               | 393      | Strang Bauersbach → Künsbach                                                                   |
| Deubach           | 2386-7200 | rechts | 052,0    | 008,4    | 0022,5  | ⊙ bei Künzelsau-Nagelsberg              | 209      | ⊙ bei Künzelsau-Amrichshausen                               | 419      |                                                                                                |
| Langenbach        | 2386-7340 | rechts | 044,0    | 009,4    | 0014,5  | ⊙ in Weißbach                           | 195      | ⊙ nahe dem Flugplatz Ingelfingen-Bühlhof                    | 400      |                                                                                                |
| Kupfer            | 2386-7400 | links  | 041,3    | 025,9    | 0072,5  | ⊙ in Forchtenberg                       | 191      | ⊙ bei Untermünkheim-Übrigshausen                            | 397      |                                                                                                |
| Sall              | 2386-7600 | links  | 035,2    | 021,3    | 0052,3  | ⊙ vor Forchtenberg-Sindringen           | 184      | ⊙ bei Kupferzell-Belzhag                                    | 350      |                                                                                                |
| Ohrn              | 2386-7800 | links  | 027,7    | 032,9    | 0153,3  | ⊙ in Öhringen-Ohrnberg                  | 174      | ⊙ bei Mainhardt-Bubenorbis                                  | 454      |                                                                                                |
| Buchsbach         | 2386-7960 | rechts | 019,5    | 007,7    | 0013,9  | ⊙ bei Hardthausen am Kocher-Buchsmühle  | 167      | ⊙ bei Widdern-Seehaus                                       | 308      |                                                                                                |
| Brettach          | 2386-8000 | links  | 014,9    | 042,0    | 0153,5  | ⊙ in Neuenstadt am Kocher               | 160      | ⊙ bei Mainhardt-Lachweiler                                  | 486      |                                                                                                |
| Merzenbach        | 2386-9420 | links  | 001,4    | 006,3    | 0007,6  | ⊙ in Bad Friedrichshall-Kochendorf      | 145      | ⊙ nahe Oedheim-Degmarn                                      | 211      | Strang Hirschbach → Merzenbach; mündet in einen Mühlkanal                                      |
| Kocher            | 2386-0000 | n. a.  | 000,0    | 168,6    | 1958,4  | ⊙ bei Bad Friedrichshall-Kochendorf     | 148      | ⊙ bei Oberkochen                                            | 499      | Strang Schwarzer Kocher → Kocher                                                               |

### Naturräume
Der Kocher durchfließt den Groß-Naturraum des Südwestdeutschen Stufenlands. Von der Quelle zur Mündung durchfließt er die folgenden, hierarchisch dargestellten Teilräume, einige von denen nach dem Fluss benannt sind:
- Schwäbische Alb
  - Albuch und Härtsfeld
    - Kocher-Brenz-Tal
      - Oberes Kochertal – von der Wasserscheide nahe der Quelle zur Brenz bis Aalen
- Schwäbisches Keuper-Lias-Land
  - Vorland der östlichen Schwäbischen Alb
    - Härtsfeldvorland
      - Goldshöfer Terrassenplatten – von Aalen bis Hüttlingen
      - Platte von Neuler – von Hüttlingen bis vor Abtsgmünd

  - Schwäbisch-Fränkische Waldberge
    - Waldgebiet am Mittleren Kocher
      - Sulzbacher Kochertal – von Abtsgmünd bis Sulzbach am Kocher (Gemeinde Sulzbach-Laufen)

    - Gaildorfer Becken – nach Sulzbach bis vor Westheim (Gemeinde Rosengarten)
- Neckar- und Tauber-Gäuplatten
  - Hohenloher und Haller Ebene
    - Haller Bucht mit Rosengarten – von Westheim bis vor Untermünkheim

  - Kocher-Jagst-Ebenen
    - Kochertal
      - Mittleres Kocher- und Unteres Bühlertal – von Untermünkheim bis vor Kocherstetten (Stadt Künzelsau)
      - Unteres Kochertal – von Kocherstetten bis Kochersteinsfeld (Gemeinde Hardthausen am Kocher)

  - Hohenloher und Haller Ebene
    - Kocherplatten und Krumme Ebene – von Kochersteinsfeld bis vor Bad Friedrichshall

  - Neckarbecken
    - Heilbronner Bucht
      - Heilbronn-Wimpfener Tal – Bad Friedrichshall und Mündung

## Geologie
Die Quellen des Kochers in der Alb liegen im Weißen Jura, diesem schließen sich im Albvorland etwa ab Aalen tiefere Jura-Schichten an. Am Westknick des Tales bei Hüttlingen wechselt der Fluss in den Keuper, ab etwa Sulzbach-Laufen darin in den Gipskeuper (Grabfeld-Formation). Bei Gaildorf erreicht er den Muschelkalk, der vor Westheim im Bereich der talquerenden Neckar-Jagst-Furche nur kurz aussetzt und in dem er ab dem Ort fast auf seinem gesamten restlichen Weg läuft; allein im Bereich der tektonischen Schichtenhochlage nahe seinem nördlichsten Abschnitt tritt dabei zwischen Ingelfingen und Niedernhall auf wiederum kurzer Strecke im Tal Buntsandstein zutage.

## Wasserführung und Hochwasser

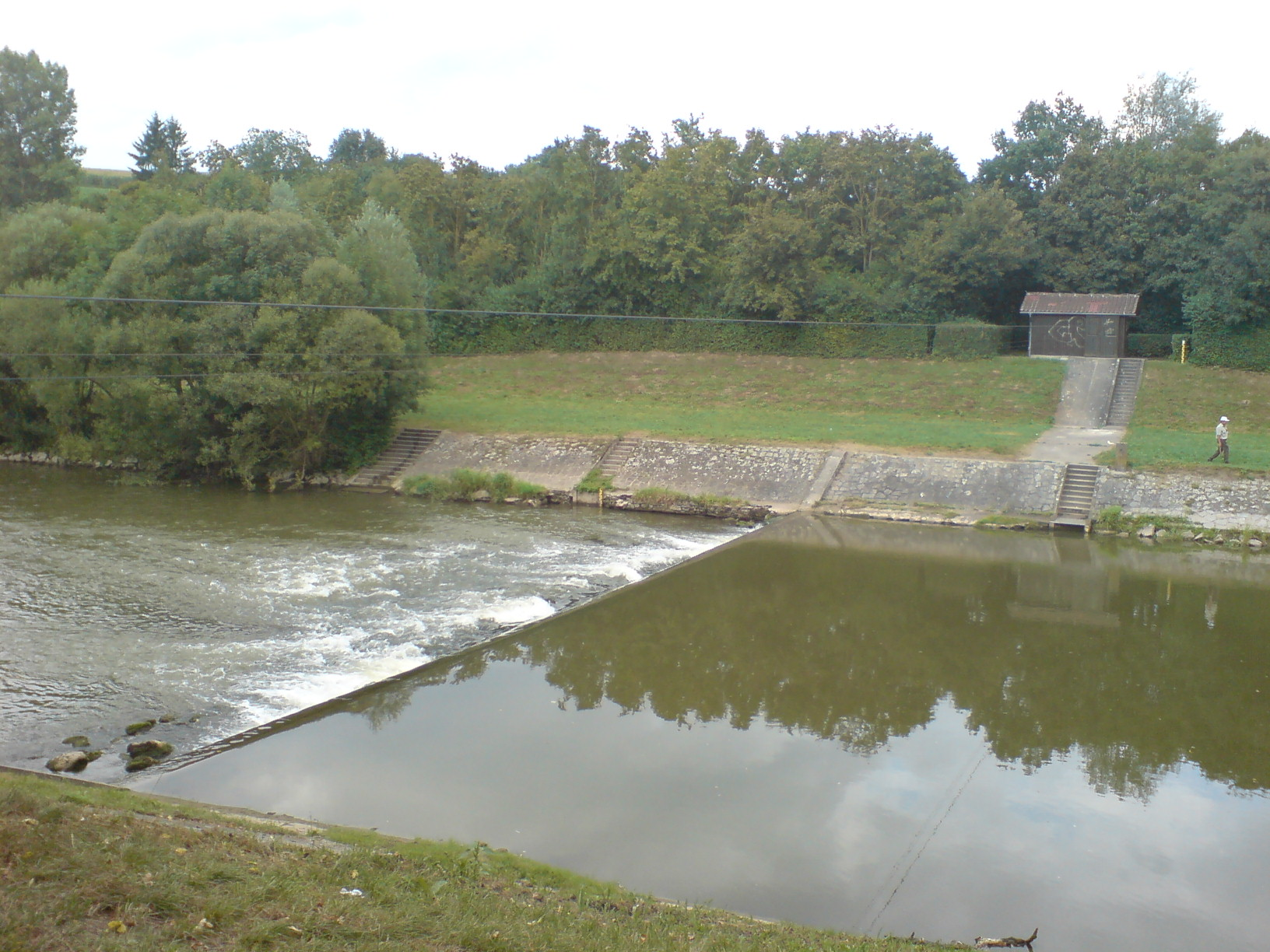
Der Kocher am Pegel Stein, zehn Kilometer vor der Mündung

Der Kocher ist, gemessen am langjährigen Jahresmittel der Wasserführung, der zweitgrößte Nebenfluss des Neckar (nach der Enz, die aus dem niederschlagsreichen Schwarzwald kommt und ein größeres Einzugsgebiet hat). Er übertrifft seine rechte Begleiterin, die Jagst, deren Einzugsgebiet schmaler ist. Wie durch Färbeversuche belegt ist, bezieht der Kocher ebenso wie sein Nebenfluss Bühler auf unterirdischem Wege Wasser aus der Jagst und ihrem Einzugsgebiet, deren Flussbett im Durchschnitt etwa 40 Meter höher liegt und in verkarstungsfähigen Gesteinen verläuft. Anfang des 19. Jahrhunderts wurde wegen dieses Wasserverlustes der Jagst bei Crailsheim das Flussbett an einer Versickerungsstelle ausbetoniert, da in trockenen Sommern der Fluss unterhalb von ihr bis hinab nach Dörzbach fast trocken fiel und so das Wasser zum Betrieb der Mühlen fehlte. Die nahe Konkurrenz der Jagst macht dennoch den Kocher, an seiner Länge gemessen, zu einem Fluss mit verhältnismäßig bescheidenen Ausmaßen.
Am Pegel Stein, der sich zehn Kilometer oberhalb der Mündung befindet und an dem der Kocher bereits 1932 km² Einzugsgebiet aufweist, wurde in den Jahren 1980 bis 2003 ein Jahresmittelwert des Abflusses von 26,2 m³/s ermittelt. Die Abflusswerte der einzelnen Jahre können stark abweichen. Noch stärker ist die Abweichung innerhalb des Jahres, so liegt der Mittelwert niedrigster Jahresabflüsse bei 4,61 m³/s. Derart niedrige Abflüsse werden meist im Spätsommer und im frühen Herbst erreicht, die Wasserführung erholt sich in der Regel etwa ab Oktober.
Im Kontrast dazu stehen die starken Hochwasser des Flusses. Der Beitrag des Kochers zum Rheinhochwasser 1993 war am 21. Dezember 1993 ein Abfluss von 618 m³/s (höchster bisheriger Wert). Unter den zehn höchsten bekannten Werten liegen sieben über 500 m³/s, unter diesen sieben wurden fünf seit 1993 erreicht. 588 m³/s flossen am 14. April 1994 ab, 585 m³/s am 29. Dezember 1947, 544 m³/s am 24. Dezember 1919, 518 m³/s am 30. Oktober 1998. Am 26. Februar 1997 sowie am 21. März 2002 wurden jeweils 514 m³/s erreicht.

## Natur und Umwelt

### Wasserqualität
Die Wasserqualität liegt fast über den gesamten Flusslauf in der Gewässergüteklasse II, Abweichungen gibt es lediglich am Oberlauf. Vom Ursprung des Schwarzen Kochers an ist der Fluss sogar gering belastet (Güteklasse I–II), ab Unterkochen wechselt er durch einige Industrieansiedlungen und ihre Einleitungen rasch auf mäßig belastet (Güteklasse II) und noch vor Aalen auf kritisch belastet (Güteklasse II–III). Ab dem Kocherknie in Hüttlingen erreicht der Kocher dann seine gewöhnliche Güteklasse II. Die Lein und die kleineren Zuflüssen noch vor Gaildorf führen auf dem folgenden Abschnitt meist gering belastetes Wasser zu. Die darauffolgenden Zuflüsse bis hinab zur Mündung bringen fast alle mäßig belastetes Wasser heran, allein die Ohrn kritisch belastetes.
Die häufig braune Wasserfärbung des Kochers rührt nicht von einer schlechten Gewässergüte her, sondern ergibt sich durch den mitgeführten Schlamm.

### Biosphäre

#### Flora

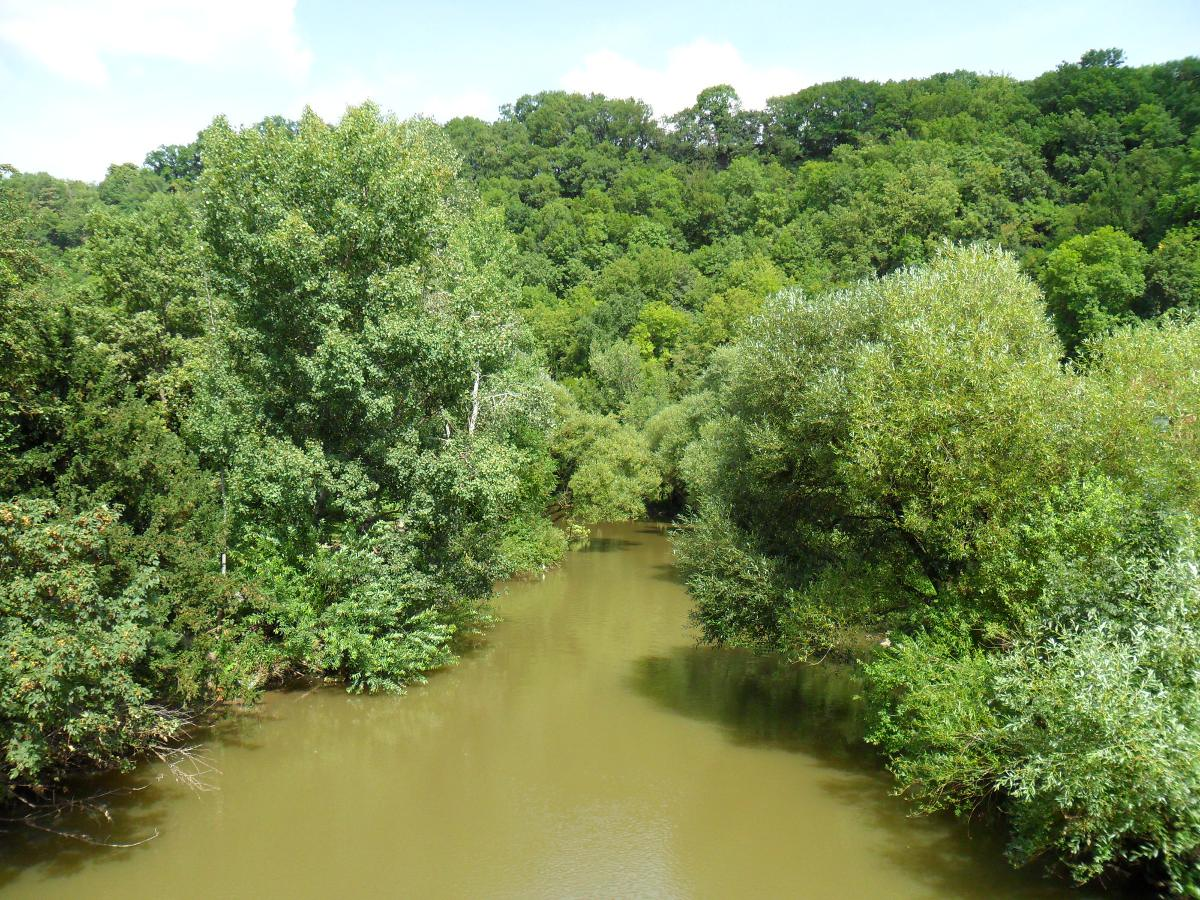
Baumbestand am Kocher bei Schwäbisch Hall-Steinbach

Am Oberlauf des Kochers sind die Talhänge größtenteils bewaldet. Die Rotbuche ist die dominierende Baumart. In diesen Wäldern wächst unter anderem das Rote Waldvöglein. Oft sind nur Triebe ohne Blüten zu finden. Die unbewaldeten Flächen sind, wenn sie nicht landwirtschaftlich genutzt werden, oft Wacholderheiden. Pflanzen wie die Silberdistel, die Golddistel, das Tausendgüldenkraut, die Karthäuser-Nelke und die Gewöhnliche Kuhschelle sind hier zu finden. Nur noch vereinzelt kommt die Graslilie vor. Im mittleren Kochertal wächst an einem feuchten Nordhang die Quirlblättrige Zahnwurz. Dieses und wenige weitere Vorkommen in nicht weit entfernten schluchtartigen Seitentälern sind die einzigen Vorkommen dieser Art in Baden-Württemberg. Beide Standorte sind Naturschutzgebiete, jedoch wurde eines der beiden Vorkommen durch großflächige Rodung nahezu vernichtet. Eine weitere Rarität ist die Gemeine Schachblume, deren Bestände an den wenigen Standorten stetig abnehmen. Die Türkenbundlilie blüht von Ende Mai bis Mitte Juni. An sonnigen Waldlichtungen ist der giftige Rote Fingerhut anzutreffen.
Meist entlang der in den Kocher mündenden Bäche wachsen die beiden Milzkräuter: Wechselblättriges und Gegenblättriges Milzkraut. Das Gegenblättrige Milzkraut hat hier einen Verbreitungsschwerpunkt in Baden-Württemberg. Rückläufige Bestände weisen mittlerweile der Knöllchen-Steinbrech und die Trollblume auf. Der Zweiblättrige Blaustern kommt an geeigneten Standorten oft in größeren Beständen vor. Das Kochertal ist das größte der wenigen Gebiete in Baden-Württemberg, wo Blaustern und Leberblümchen gemeinsam vorkommen. Eine äußerst seltene Pflanze im mittleren Kochertal ist das Brandknabenkraut. Viele Vorkommen sind bereits erloschen. Das Purpur-Knabenkraut ist ebenfalls nicht mehr häufig.
Das mittlere und untere Kochertal ist im Gegensatz zum benachbarten Jagsttal ärmer an botanischen Besonderheiten. Verantwortlich dafür ist zum einen der Weinbau, der ab Künzelsau große Flächen einnimmt, zum anderen ist das Kochertal weniger „verwinkelt“ als das Jagsttal. Magerwiesen und Halbtrockenrasen sind daher selten. Dennoch kommen an wenigen Standorten der Frühlings-Enzian, Kreuz-Enzian und die Bienen-Ragwurz vor.

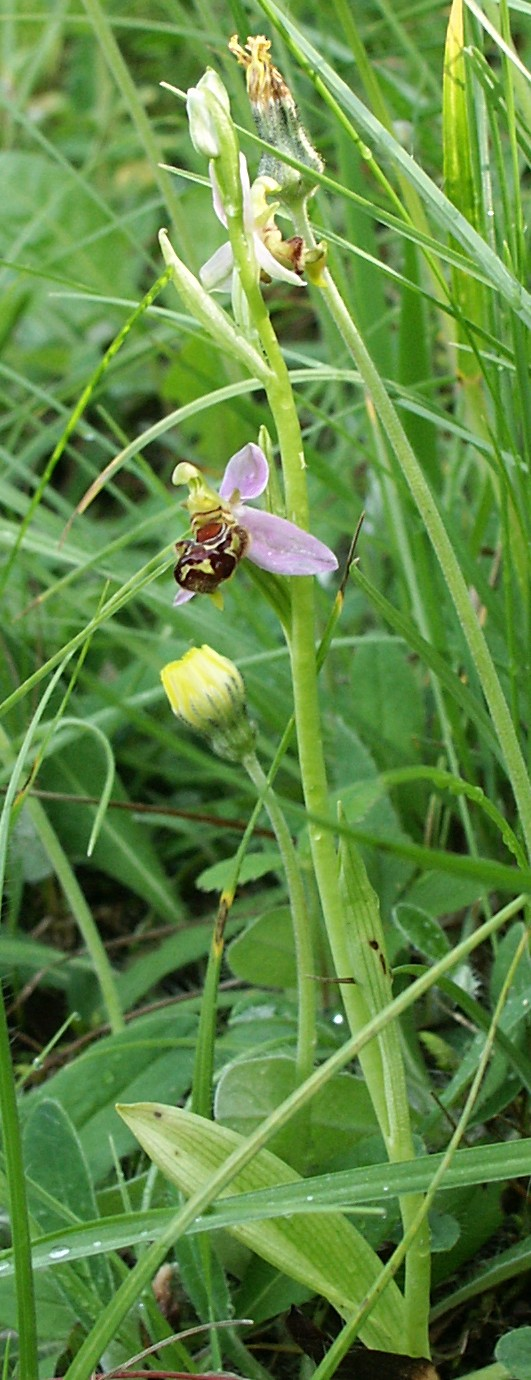
Bienen-Ragwurz
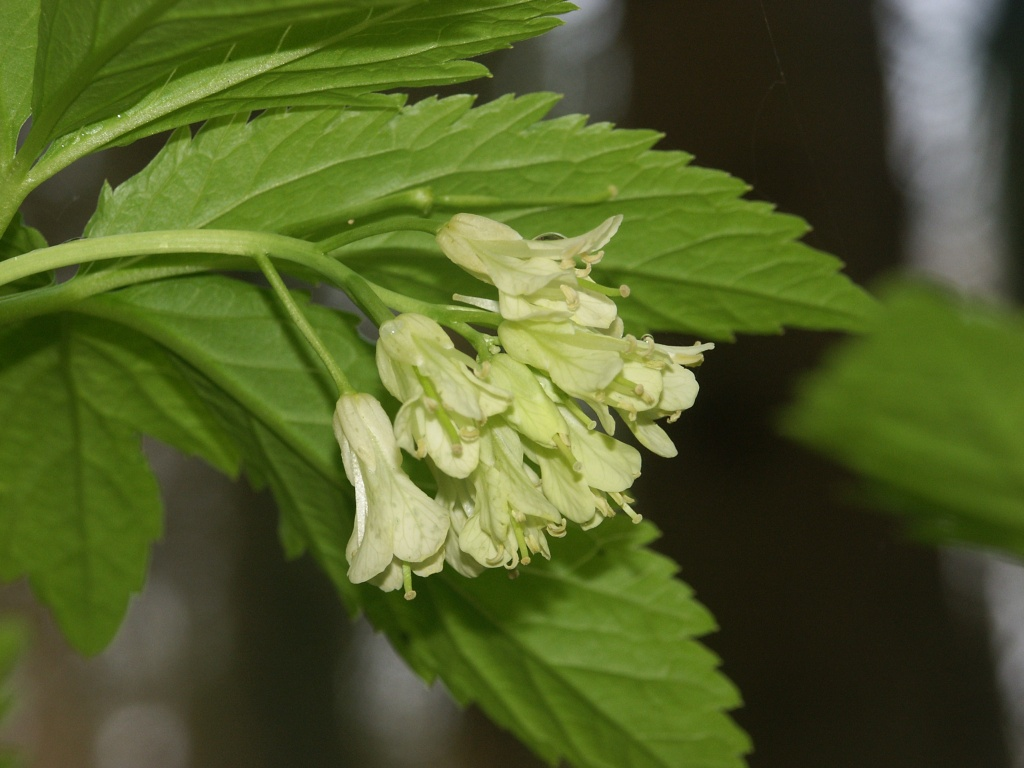
Quirlblättrige Zahnwurz
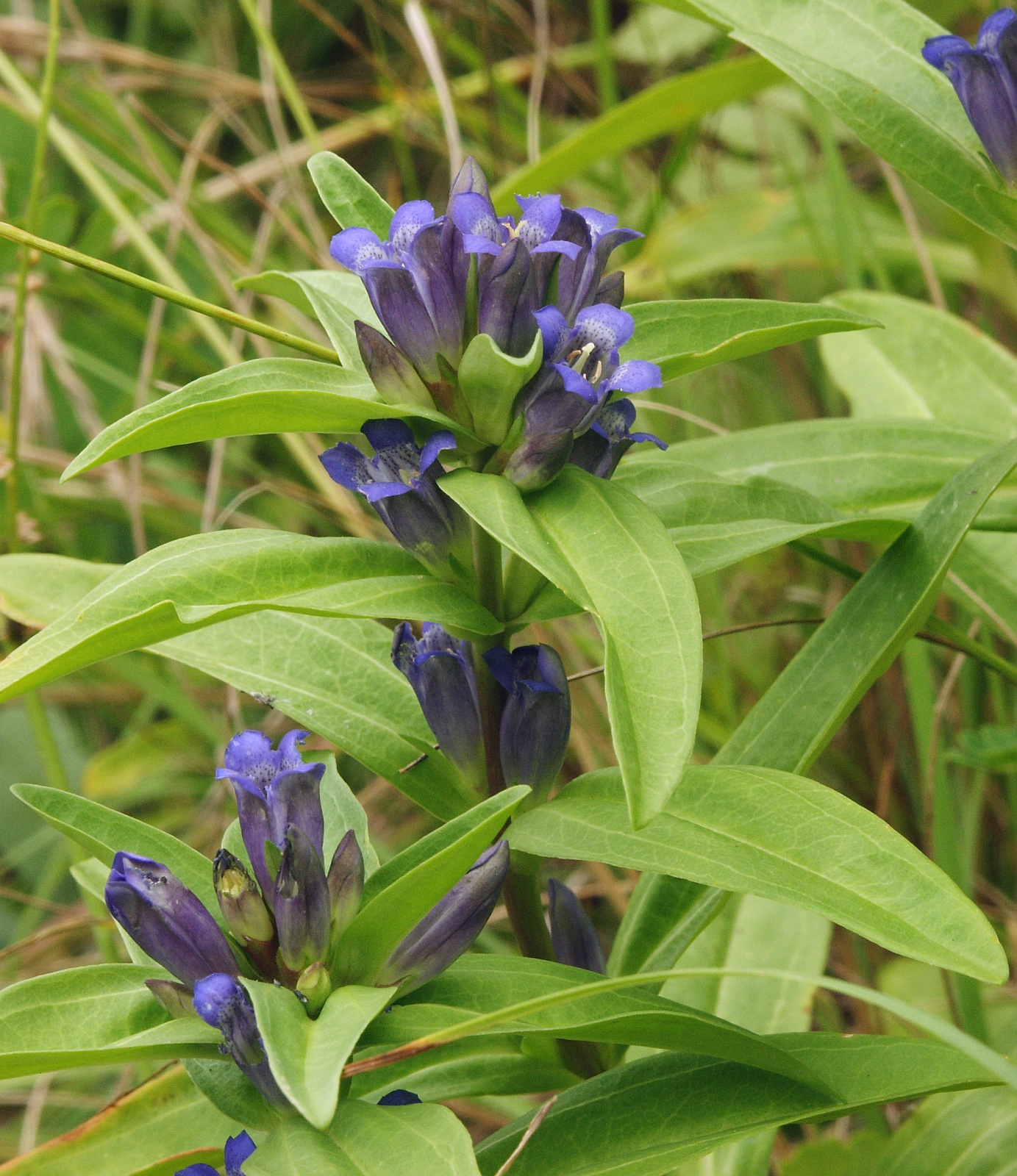
Kreuz-Enzian
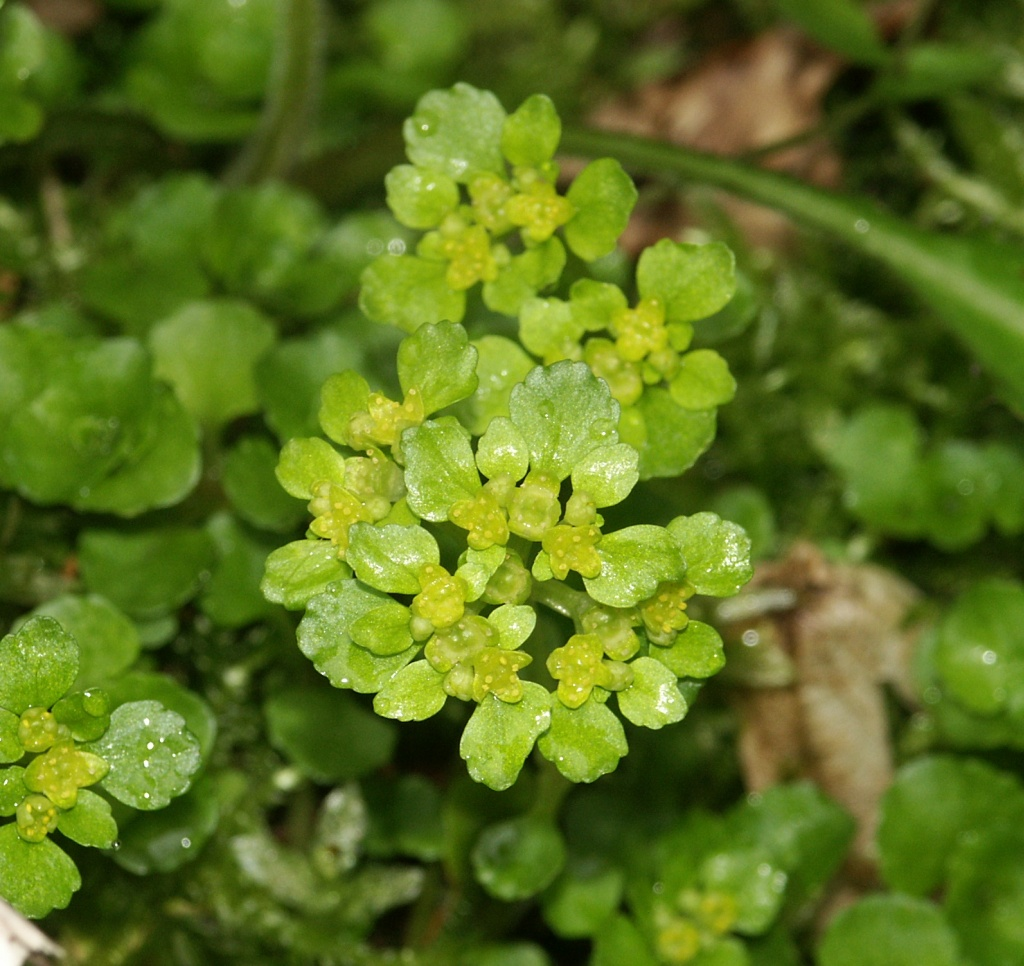
Gegenblättriges Milzkraut
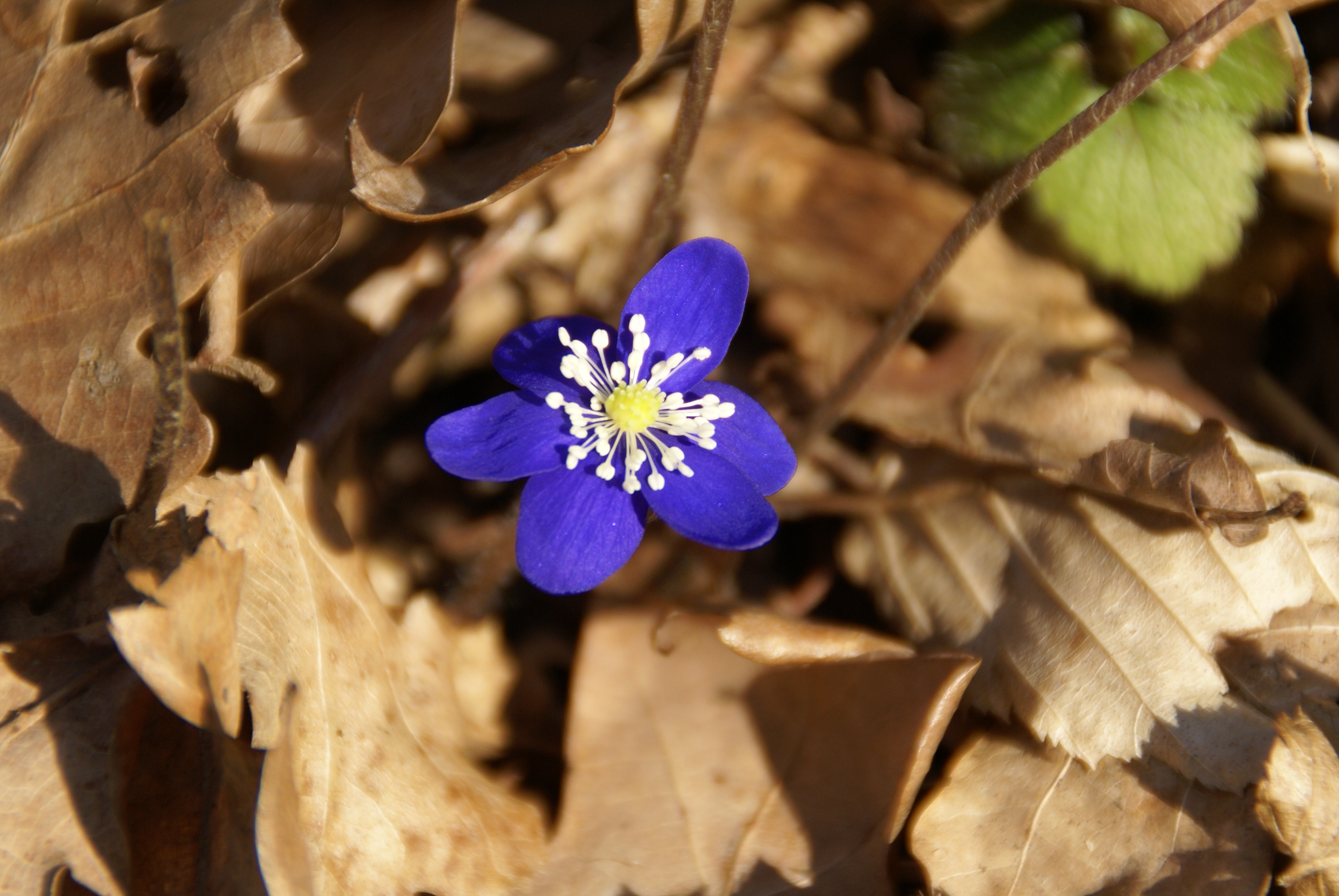
Leberblümchen

#### Fauna
Die Fauna entlang des Kochers unterscheidet sich zu den benachbarten Flusstälern der Jagst nicht sehr viel. So findet der Eisvogel auch im Kochertal zwischen Westheim und Braunsbach zum Teil noch geeignete Stellen, um seine Brutröhren in die Böschungen am Ufer zu graben. Im Winter kann eine größere Kolonie des Kormorans am Flussufer bei Schwäbisch Hall beobachtet werden. Eisvögel und Kormorane werden inzwischen auch im Raum Ingelfingen des Öfteren beobachtet. Im Limpurger Land nistet auf einer feuchten Wiese am Rande des Kochers der im Landkreis Schwäbisch Hall seltene Kiebitz.
Der Uhu und der Wanderfalke sind aus dem Kochertal nahezu verschwunden. Die wenigen Brutpaare ziehen in stillgelegten Steinbrüchen oder an schwer zugänglichen Muschelkalksteilwänden ihre Jungen auf. Eine größere Dohlenkolonie gibt es in der Großcomburg in Schwäbisch Hall-Steinbach.
Das Reh, der Feldhase, der Rotfuchs und der Dachs zählen zu den häufigsten Säugern im Kochertal. In jüngerer Zeit ist der Biber zugewandert, 2016 im Stadtgebiet Schwäbisch Hall am Umlaufberg Neuberg, flussabwärts bis zur Bühlermündung.
Am Kocher lässt sich eine Vielzahl an einheimischen Libellenarten beobachten. Neben der Blauflügel-Prachtlibelle, der Gebänderten Prachtlibelle, der Großen Königslibelle ist es unter anderem der Blaupfeil, der über die Wasseroberfläche des gemächlichen Flusses jagt. In den letzten Jahren konnten auch Wärme liebende Libellen wie die Feuerlibelle oder die Kleine Zangenlibelle im Kochertal nachgewiesen werden.
Weitere Indikatoren für die Klima-Erwärmung der letzten Jahrzehnte sind die im Sommer auf den Wiesen im Kochertal häufigen Radnetze der Wespenspinne und die Blütenbesuche der Holzbiene und des Taubenschwänzchens in den umliegenden Siedlungen.
Das Kochertal beherbergt eine Vielzahl an einheimischen Schmetterlingen. Neben dem im Frühjahr aktiven Aurorafalter sind vor allem das Tagpfauenauge, der Schachbrettfalter, das Kleine Wiesenvögelchen und der Hauhechel-Bläuling häufig vertreten. Nicht ganz so häufig sind der Perlgrasfalter, der Kleine Eisvogel und der Mauerfuchs. In den Laubwäldern und an sonnigen Waldlichtungen oberhalb des Flusstals sind das Waldbrettspiel und der Russische Bär häufige Besucher an Blütenpflanzen. In den sonnigen Hängen und Weideflächen oberhalb des Kochertals finden Widderchen wie das Sechsfleck-Widderchen oder das Esparsetten-Widderchen einen geeigneten Lebensraum. Auch der Schwalbenschwanz und der Kleine Feuerfalter halten sich dort häufiger auf. In den letzten Jahren konnte im Frühherbst auch der aus dem Süden einwandernde Postillon auf den sonnigen Hängen oberhalb des Kochers beobachtet werden.
Auf feuchten Wiesen, in Sümpfen und kleineren Teichen leben Amphibien wie Grasfrosch, Erdkröte und Bergmolch. In den umliegenden feuchtkühlen Bachklingen findet der Feuersalamander ein auf seine Bedürfnisse abgestimmtes Biotop. An Wegesrändern im Kochertal kommen die Zauneidechse sowie die Schlingnatter vor. Sehr oft anzutreffen ist die Blindschleiche. Die scheue Waldeidechse bekommt man eher selten zu Gesicht.
An Fischen (relative Häufigkeit in Prozent) kommen im Kocher vor: Gründling (21,6 %), Rotauge (21,6 %), Döbel (19,4 %), Laube (13,5 %), Schneider (8,3 %), Schmerle (4,3 %), Hasel (2,4 %), Barbe (2,4 %), Flussbarsch (2,2 %), Bitterling (1,6 %), Aal, Nase, Stichling, Brachse, Hecht, Elritze, Giebel, Wels, Koppe, Güster, Blaubandbärbling, Schleie, Rotfeder, Karpfen, Bachforelle, Kaulbarsch und Zander.

## Freizeit und Erholung

### Wassersport
Der Kocher hat einen größtenteils natürlichen Flusslauf, was ihn für Kanusportler interessant macht. Das zunehmende Interesse an Freizeitsport in der Bevölkerung hat in den Jahren 2000–2008 zu einer deutlichen Zunahme der Kanufahrten auf dem Kocher geführt, umso mehr, als auf der benachbarten Jagst seit dem 10. Mai 2001 Befahrungsbeschränkungen gelten. Im Juli 2006 wurden stellenweise über 200 Boote auf dem Kocher gezählt. Im Jahr 2014 wurden auf dem Abschnitt Braunsbach-Künzelsau vom Regierungspräsidium Stuttgart im Schnitt etwa 10 Boote täglich gezählt.
Um eine Überlastung des Kochers durch Kanutourismus zu vermeiden, haben die Gemeinde Braunsbach, das Landratsamt Schwäbisch Hall und verschiedene Verbände folgende Befahrungsregelungen ausgegeben:
- Befahrung nur bei Pegelstand über 40 cm, gemessen am Pegel Kocherstetten um 8 Uhr (Sommerzeit) am Vortag oder Fahrttag
- Ein zweimaliges Unterschreiten des Mindestpegels bedeutet sofortiges Fahrtverbot.
- Befahrungs- und Betretungsverbot (mit Booten) des ca. 400 m langen Abschnitts ab Wehr Braunsbach flussabwärts bei Pegelstand unter 60 cm, gemessen am Pegel Kocherstetten.[15]
- Einsetzen, Anlanden und Rasten nur an gekennzeichneten Stellen
- Befahrung möglichst im Zeitraum zwischen 9:00 und 18:00 Uhr
- Befahrung in Flussmitte; Uferbereiche und Sand- und Kiesbänke meiden
- Naturschutzgebiet Grimmbachmündung zügig und ruhig durchfahren
- Kanufahrer sind gebeten, längere Aufenthalte an Eisvogelbrutwänden (siehe Abschnitt „Fauna“) zu vermeiden.

### Freibad
In Künzelsau liegt zudem ein Flussfreibad am Kocher.

## Sehenswürdigkeiten und Bauwerke
- Keltische Wallanlage Kocherburg bei Unterkochen
- Limesmuseum in Aalen
- Schloss Hohenstadt, Heckengarten und Lustschloss
- Schloss Untergröningen
- Naturstromspeicher Gaildorf, Windpark mit vier Windkraftanlagen mit integriertem Pumpspeicherwerk
- Gaildorf mit dem Alten Schloss
- Kloster Comburg in Schwäbisch Hall
- Schwäbisch Hall mit historischer Altstadt im Tal
- Archenbrücke aus Obergröningen-Fach, erbaut im Jahr 1886, 1988/89 an den Kocher zwischen Gelbingen und Untermünkheim versetzt
- Bei Geislingen am Kocher überspannt die 185 Meter hohe Kochertalbrücke – die höchste Brücke Deutschlands – das Tal.
- Schloss Döttingen in Braunsbach-Döttingen
- Schloss Tierberg, Siedlungsplatz der Gemeinde Braunsbach
- Schloss Stetten über Kocherstetten
- Niedernhall, in ihrer Gesamtheit denkmalgeschützte, mittelalterliche Altstadt mit Stadtmauer und Wehrgängen
- Schloss Neuenstadt in Neuenstadt am Kocher, einst Sitz der Herzoge von Württemberg-Neuenstadt

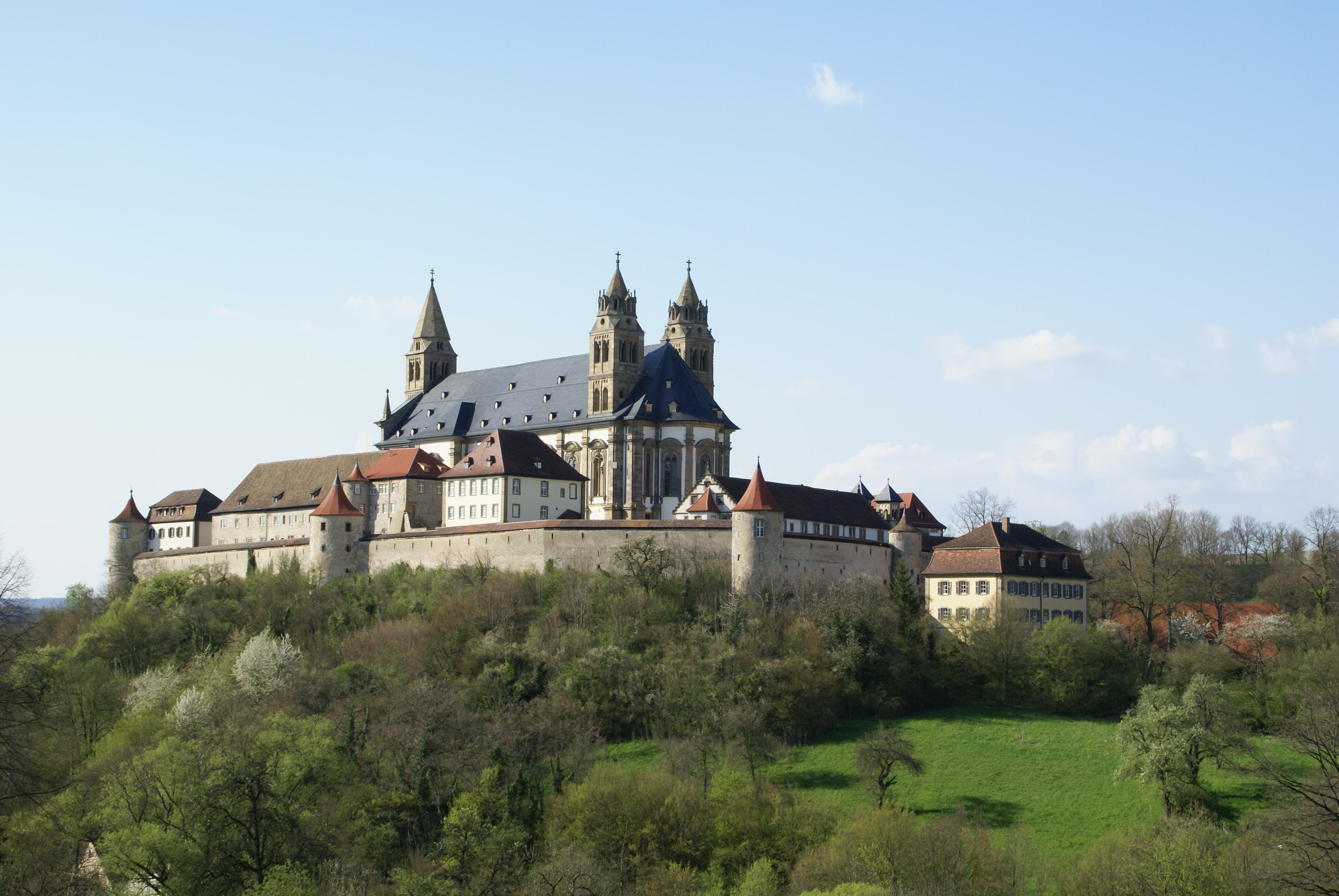
Die Großcomburg in Schwäbisch Hall
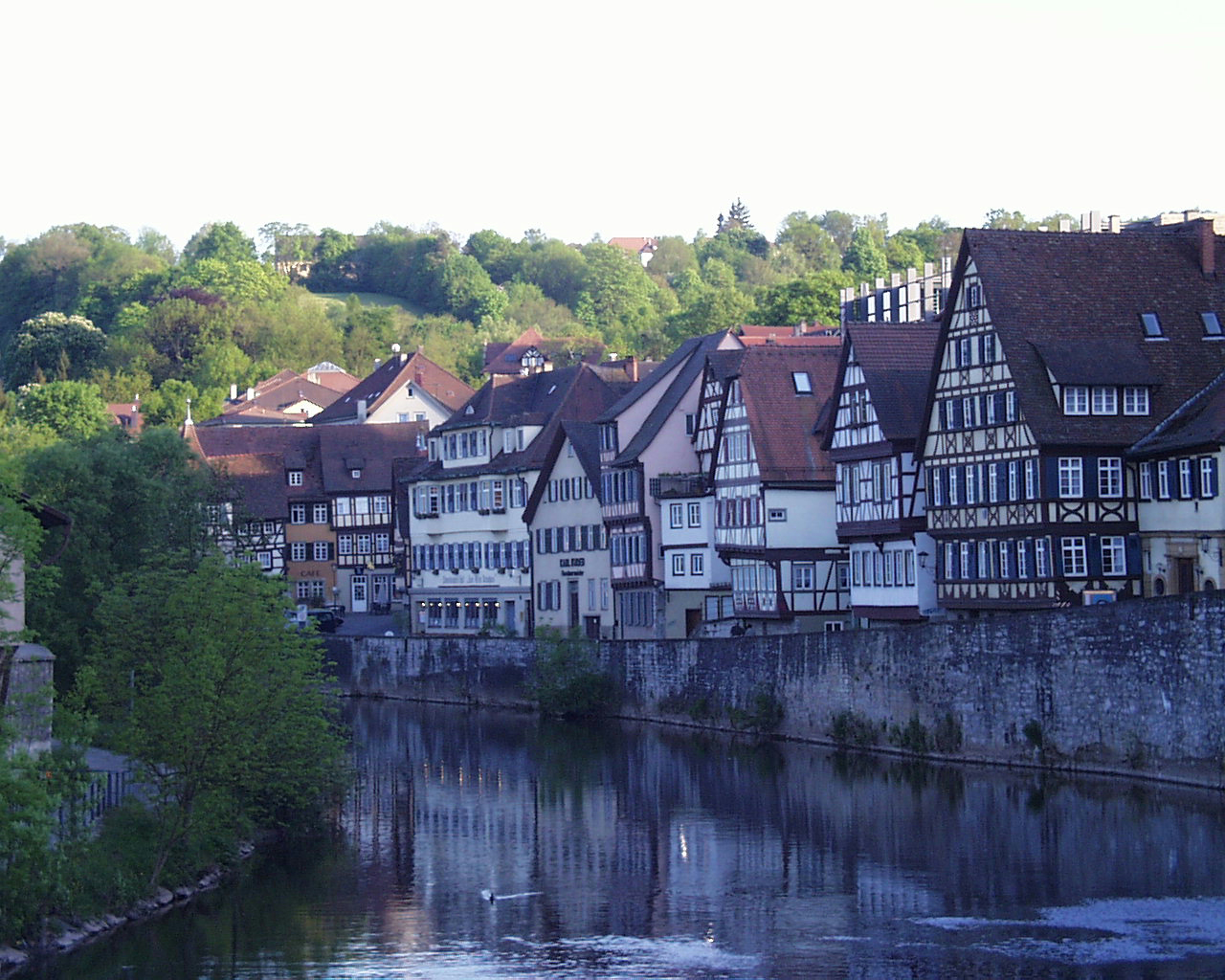
Schwäbisch Hall, Partie am Kocher
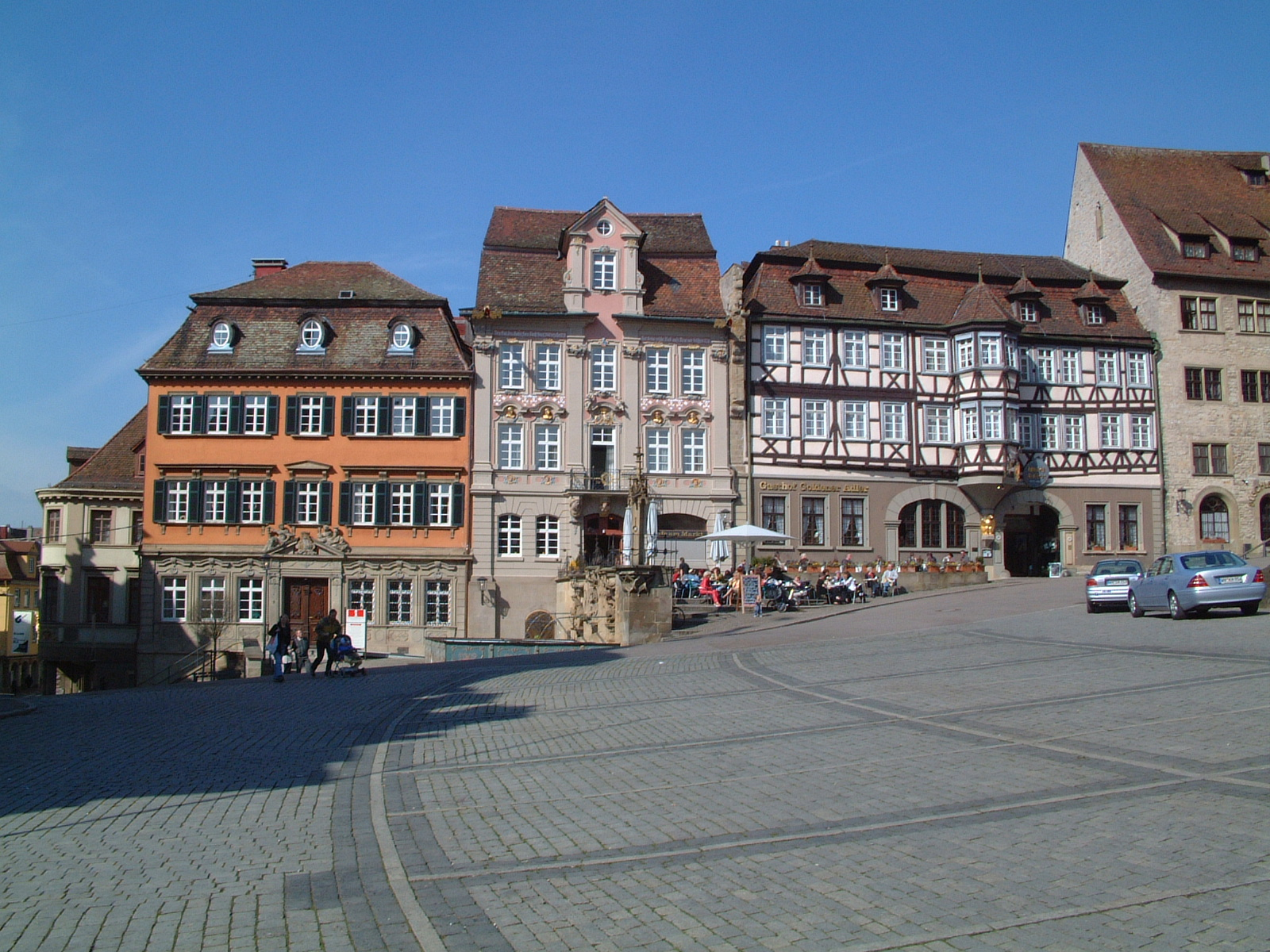
Marktplatz Schwäbisch Hall
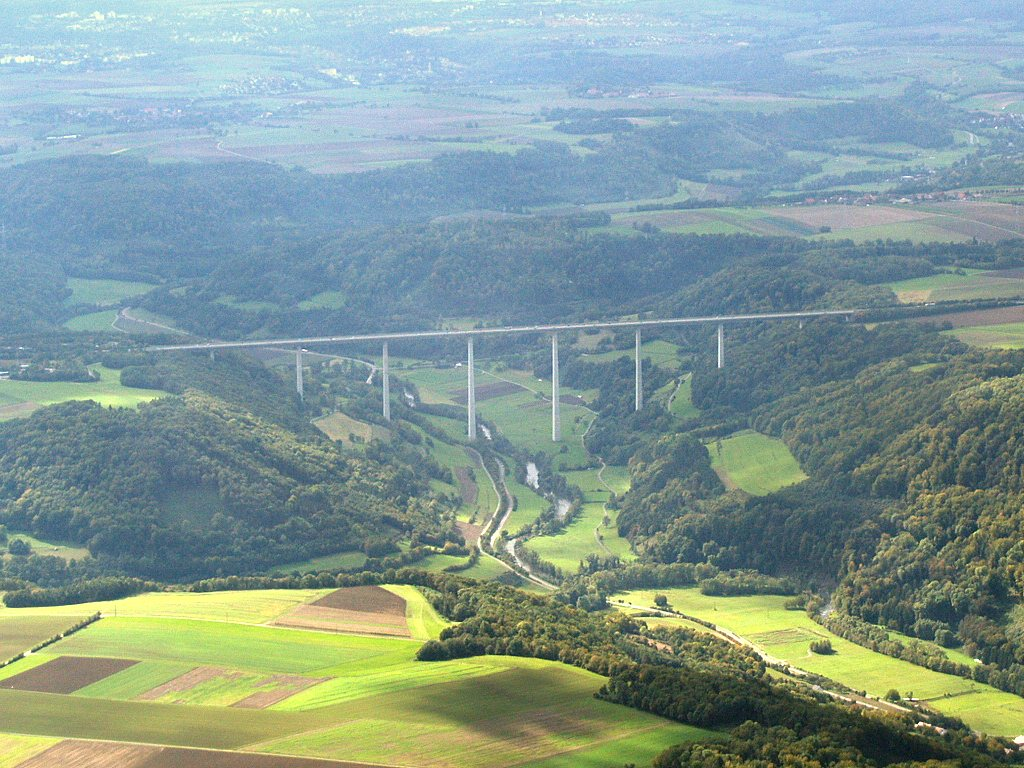
Kochertalbrücke der A 6
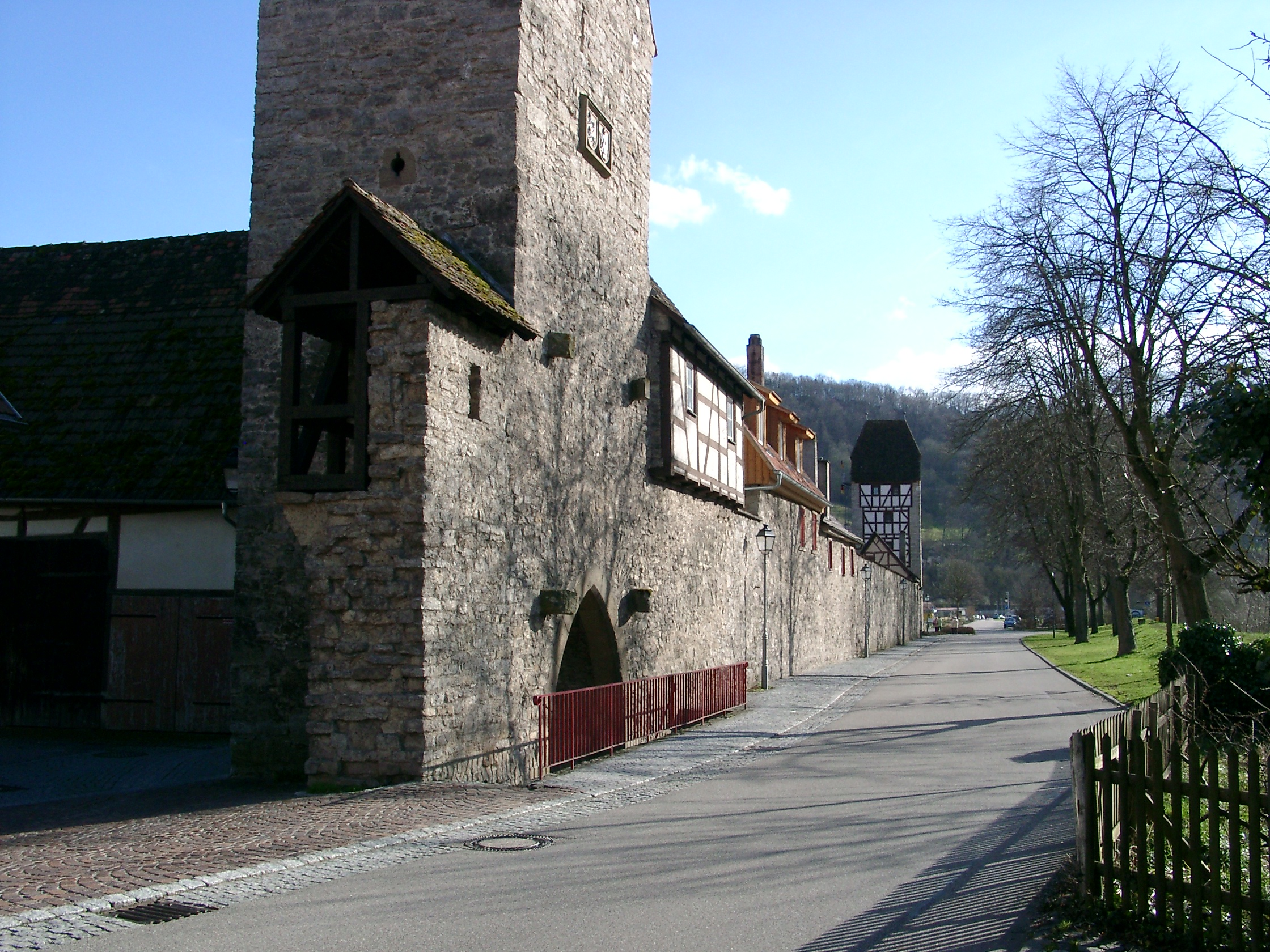
Stadtmauer von Niedernhall
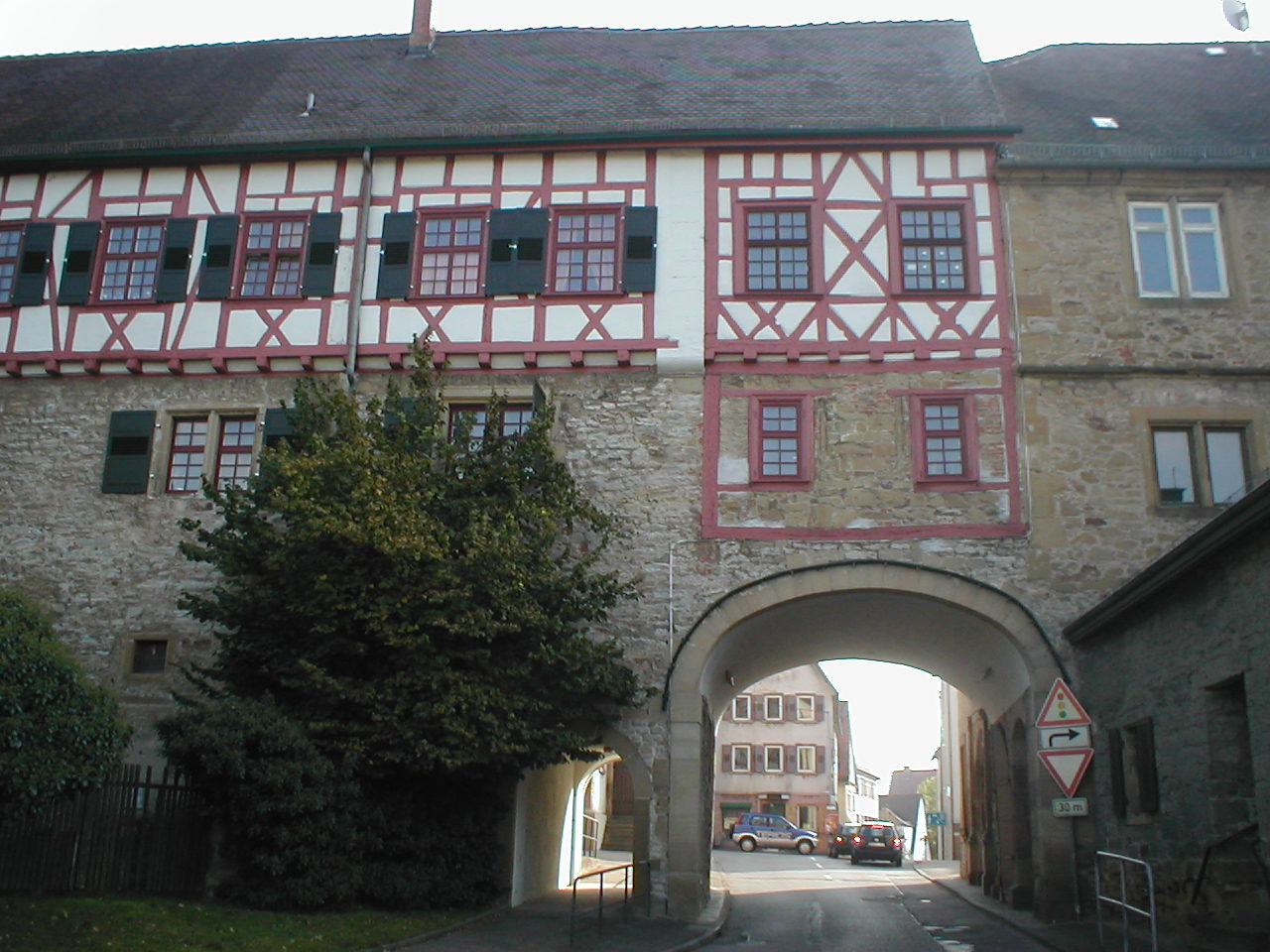
Neuenstadt am Kocher, Schloss

## Wirtschaft

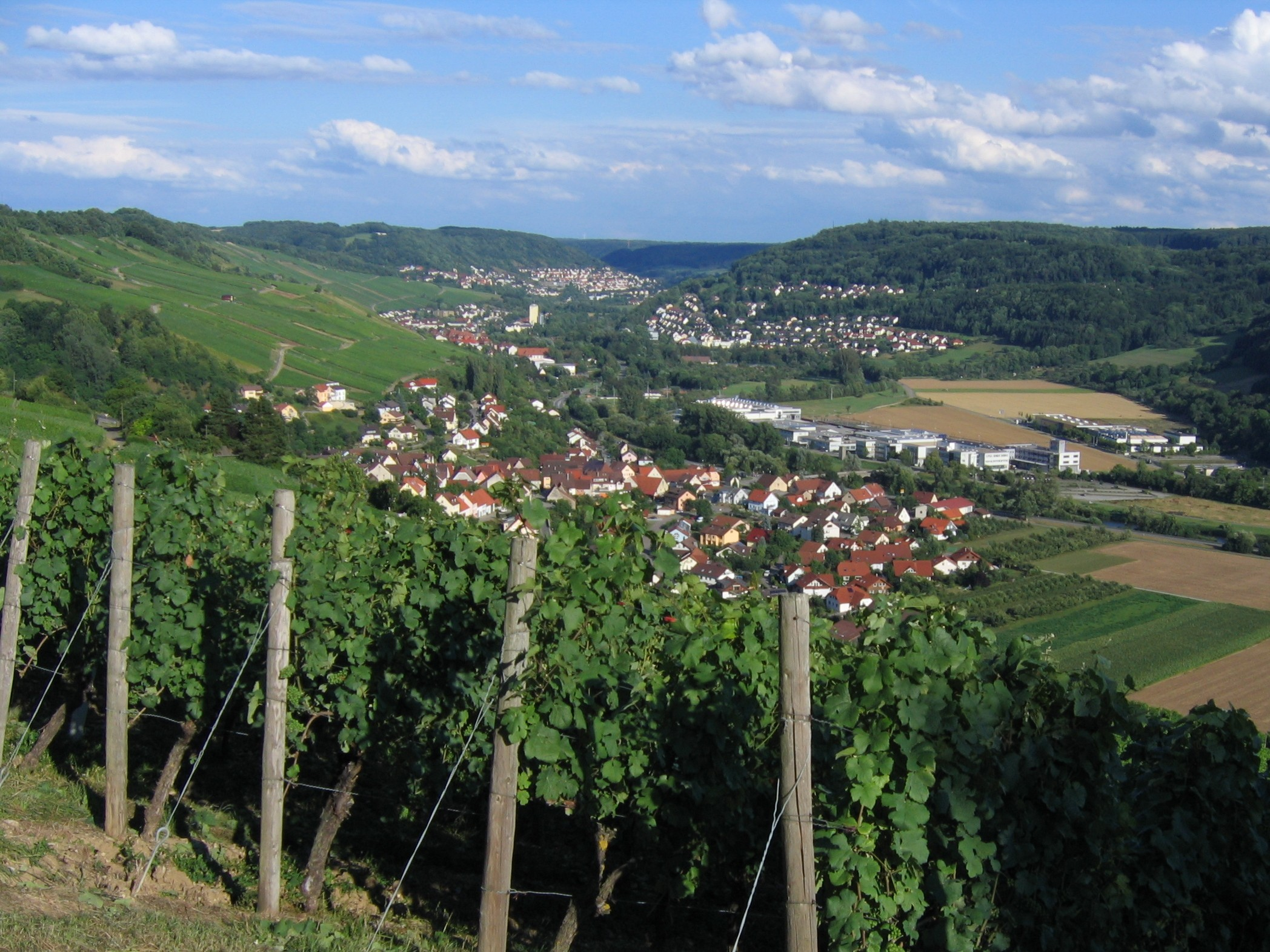
Weinberge bei Ingelfingen

Die industrielle Bedeutung des Flusses ist eher gering. Abgesehen von touristischen Kanutouren wird er wegen zu geringer Breite und Tiefe nicht mit Schiffen befahren. An den südexponierten Hängen um Ingelfingen und Niedernhall wird Wein angebaut, die Lage nennt sich Kocherberg. Der Wein wird fast ausschließlich über die örtlichen Genossenschaften vermarktet; die Kochertalkellerei in Ingelfingen ist die größte im württembergischen Weinbaubereich Kocher-Jagst-Tauber.
Die Ausschilderung und Ausbau des Kocher-Jagst-Radwegs (aus zwei Talradwegen) hat sehr zum Aufschwung des Tourismus in der Region beigetragen.

### Flößerei auf dem Kocher

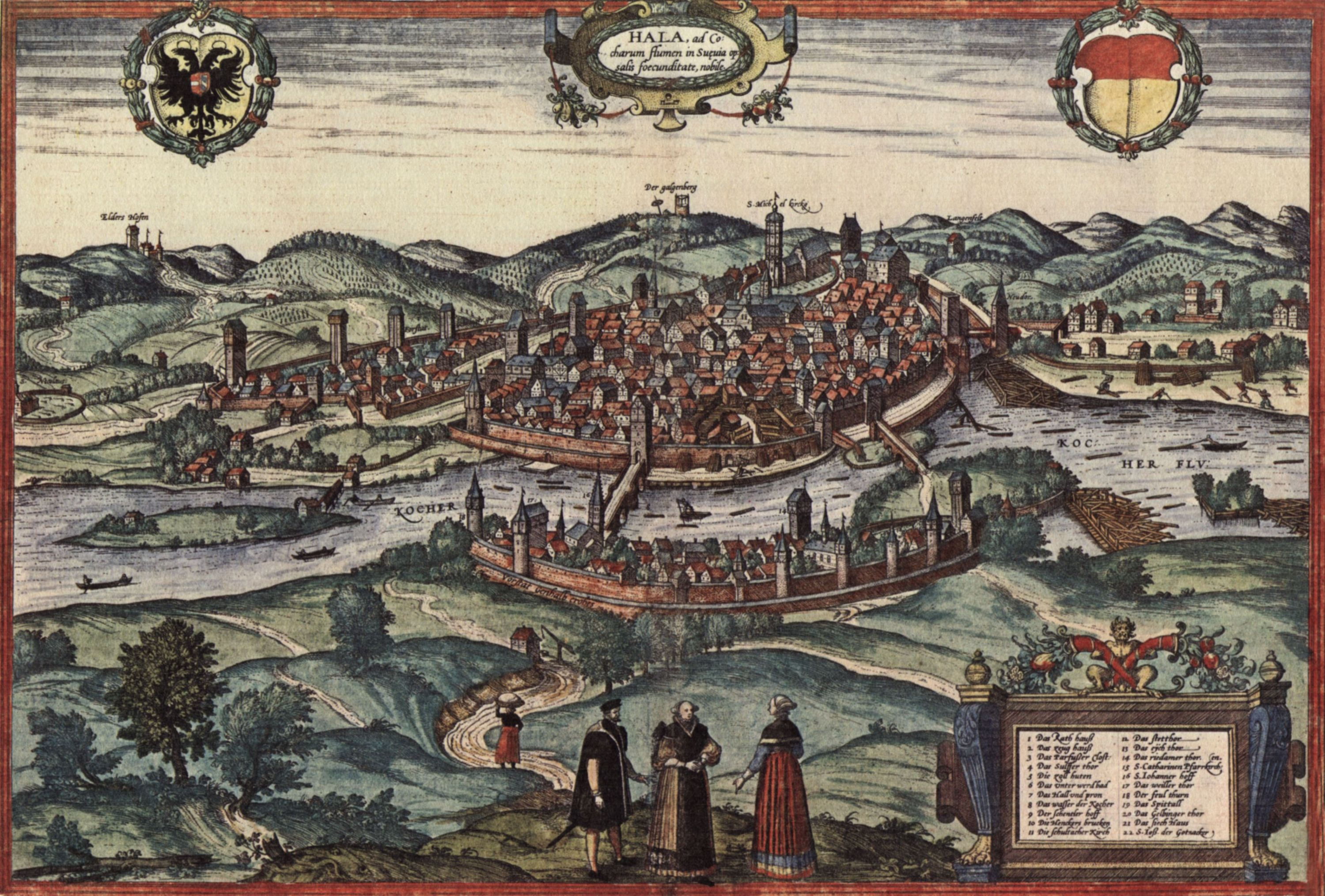
Flößen auf dem Kocher um 1580 (rechter Bildteil)

Auf Grund des enormen Holzbedarfs der hällischen Salzsieder wurde schon sehr früh auf dem Fluss Brennholz geflößt. 1399 wird in einem Vertrag zwischen den Schenken von Limpurg und der Stadt Hall der Haalfloß bereits als von altem Herkommen bezeichnet. Geflößt wurden ca. 3 m lange und zwischen 10 und 50 cm dicke Blöcke. Jährlich wurden etwa 600.000 dieser Scheite auf dem Fluss transportiert.
Zu der großen Menge trug auch die floßtechnische Erschließung einiger Nebenflüsse (u. a. Lein, Blinde Rot und Fichtenberger Rot) bei; der Kocher selbst war ab Abtsgmünd flößbar. Da der Wasserstand dieser Flüsse zum Flößen oft nicht ausreichte, wurden an den Oberläufen Schwellweiher (Treibseen) angelegt, die Wasser stauten und den fürs Flößen notwendigen „Schwall“ erzeugen konnten. Beispiele dafür im Einzugsgebiet des Kochers sind der Treibsee bei Bühlerzell sowie der Bergsee bei Gschwend.
Eine Besonderheit der Flößerei auf dem Kocher war das sogenannte Floßmal – mehrere einzigartig angeordnete Kerben –, das auf jedem Scheit angebracht wurde. In Hall wurde beim Ausziehen jeder Holzblock geprüft und dem Einwerfer gutgeschrieben.

### LUBW
Amtliche Online-Gewässerkarte mit passendem Ausschnitt und den hier benutzten Layern: Lauf und Einzugsgebiet des Kochers

Allgemeiner Einstieg ohne Voreinstellungen und Layer: Daten- und Kartendienst der Landesanstalt für Umwelt Baden-Württemberg (LUBW) (Hinweise)
1. 1 2  Höhe nach dem Höhenlinienbild auf dem Hintergrundlayer Topographische Karte.
2. 1 2  Höhe nach grauer Beschriftung auf dem Hintergrundlayer Topographische Karte.
3. 1 2 3  Länge nach dem Layer Gewässernetz (AWGN).
4. ↑  Einzugsgebiet nach dem Layer Aggregierte Gebiete 04.
5. ↑  Einzugsgebiet nach dem Layer Aggregierte Gebiete 05.

### Andere Belege
1. ↑  Deutsches Gewässerkundliches Jahrbuch Rheingebiet, Teil I 2009 Landesanstalt für Umweltschutz Baden-Württemberg, S. 127, abgerufen am 7. März 2021 (PDF, deutsch).
2. ↑  Ministerium für Umwelt, Klima und Energiewirtschaft Baden-Württemberg: Ausbaupotenzial der Wasserkraft bis 1.000 KW im Einzugsgebiet des Neckars unter Berücksichtigung ökologischer Bewirtschaftungsziele (Memento des Originals vom 29. Oktober 2013 im Internet Archive)  Info: Der Archivlink wurde automatisch eingesetzt und noch nicht geprüft. Bitte prüfe Original- und Archivlink gemäß Anleitung und entferne dann diesen Hinweis., 2011, S. 9, abgerufen am 29. Juni 2013 (pdf, deutsch, 1,87 MB)
3. ↑  Dieter Berger: Geographische Namen in Deutschland (= Duden-Taschenbücher. Band 25). 2. Auflage. Dudenverlag, Mannheim u. a. 1999, ISBN 3-411-06252-5, S. 16;
Albrecht Greule: Deutsches Gewässernamenbuch. Etymologie der Gewässernamen und der dazugehörigen Gebiets-, Siedlungs- und Flurnamen. De Gruyter, Berlin / Boston (Mass.) 2014, ISBN 978-3-11-019039-7, S. 275.
4. ↑  Pegel Abtsgmünd 1,2 km oberhalb der Mündung
5. ↑  Ableitung aus den Daten der Pegel Abtsgmünd und Wöllstein, sowie den Einzugsgebieten von Lein und Kocher am Zusammenfluss und des Differenzgebietes zum Pegel Wöllstein
6. ↑  Hansjörg Dongus: Geographische Landesaufnahme: Die naturräumlichen Einheiten auf Blatt 171 Göppingen. Bundesanstalt für Landeskunde, Bad Godesberg 1961. → Online-Karte (PDF; 4,3 MB)
7. ↑  Wolf-Dieter Sick: Geographische Landesaufnahme: Die naturräumlichen Einheiten auf Blatt 162 Rothenburg o. d. Tauber. Bundesanstalt für Landeskunde, Bad Godesberg 1962. → Online-Karte (PDF; 4,7 MB)
8. ↑  Josef Schmithüsen: Geographische Landesaufnahme: Die naturräumlichen Einheiten auf Blatt 161 Karlsruhe. Bundesanstalt für Landeskunde, Bad Godesberg 1952. → Online-Karte (PDF; 5,1 MB)
9. ↑  Geologie nach Mapserver des Landesamtes für Geologie, Rohstoffe und Bergbau (LGRB) (Hinweise). Die Layer der Rubrik Geologische Karte 1:50.000 zeigen die Geologie auch bei feinerer Auflösung, bei der die Hauptkarte ausgeblendet wird.
10. ↑  Biologische Gewässergütekarte 1 : 350.000 der Landesanstalt für Umweltschutz Baden-Württemberg (PDF; 11,7 MB)
11. ↑  Haller Tagblatt vom 13. Februar 2017
12. ↑  Fischereiliches Hegekonzept Kocher (PDF; 1,6 MB)
13. ↑  Kanutourismus auf dem Kocher, Katharina Jüttner, 2007 (PDF; 3,2 MB)
14. ↑  Informationsblatt (Memento des Originals vom 11. Oktober 2019 im Internet Archive)  Info: Der Archivlink wurde automatisch eingesetzt und noch nicht geprüft. Bitte prüfe Original- und Archivlink gemäß Anleitung und entferne dann diesen Hinweis. für Kanusportler auf dem Kocher (PDF; 158 kB)
15. ↑  Aktuelle Befahrungsregelungen (Seite nicht mehr abrufbar, festgestellt im April 2019. Suche in Webarchiven)  Info: Der Link wurde automatisch als defekt markiert. Bitte prüfe den Link gemäß Anleitung und entferne dann diesen Hinweis. des Kanu-Verbands Württemberg (PDF)
16. ↑  Matthias Stolla: Kocherfreibad einziges Flussfreibad im Land. In: Stimme.de/Hohenlohe